# Algarve
L'Algarve (in italiano Algarvia, dal termine in arabo الغرب‎?, al-gharb, cioè "l'ovest") è la regione più meridionale del Portogallo continentale. Con una superficie di 4.960 km², registrava secondo una stima 437.970 abitanti nel 2020 distribuiti nei 16 comuni della regione (concelhos o municípios in portoghese).
Il centro amministrativo dell'Algarve è rappresentato dalla città di Faro, dove si trovano altresì sia l'aeroporto internazionale della regione (IATA: FAO) sia l'Università pubblica dell'Algarve. I confini della regione coincidono con il distretto di Faro ed è suddivisa in due zone, una situata a ovest (Barlavento), l'altra a est (Sotavento). Il turismo e le attività commerciali ad esso correlate sono ben trapiantate in loco e rappresentano una percentuale significativa dell'economia estiva dell'Algarve. La produzione di cibo, che include pesce e altri frutti di mare, così come diversi tipi di frutta e verdura quali arance, fichi, prugne, baccelli di carruba, mandorle, avocado, pomodori, cavolfiori, fragole e lamponi, costituisce un altro impiego lavorativo che coinvolge una fetta significativa della popolazione locale.
Anche se Lisbona supera l'Algarve in termini di entrate turistiche, la regione è sovente considerata nel complesso uno dei principali motori economici del Portogallo, avendo ricevuto un totale stimato di 7,1 milioni di visitatori nel 2017. La sua popolazione triplica nel periodo di punta delle vacanze a causa dei residenti stagionali. Grazie agli alti standard di qualità della vita, soprattutto per quanto riguarda la sicurezza e l'accesso ai servizi sanitari pubblici, così come all'ampia scelta di siti culturali da esplorare e alle condizioni climatiche notevolmente miti, l'Algarve risulta una destinazione sempre più ricercata, soprattutto dagli europei del centro e del nord, come località in cui stabilirsi a tempo indeterminato. Il fenomeno migratorio ha attirato l'interesse di diversi studiosi desiderosi di comprendere le ragioni che hanno spinto numerose persone a trasferirsi in Algarve.
Nel 2019, L'Algarve era la quarta regione portoghese più sviluppata tra le sette regioni nazionali, con un indice di sviluppo umano (ISU) di 0,847 (la media ISU del Portogallo era di 0,864 nel 2019). Con un PIL pro capite all'85,2% della media dell'Unione europea, l'Algarve ha il secondo potere d'acquisto più alto del Paese, collocandosi dietro soltanto all'area metropolitana di Lisbona.

## Geografia

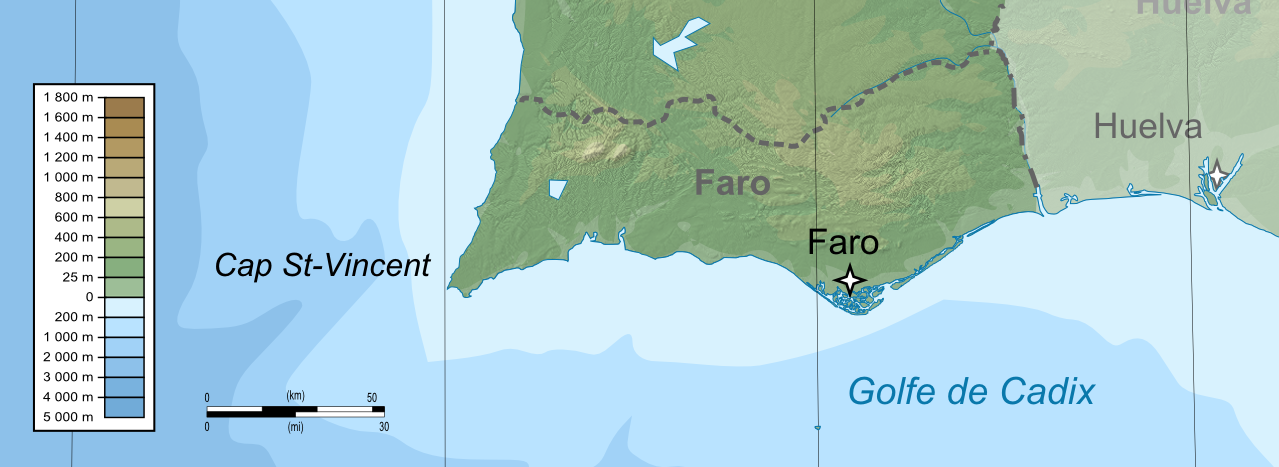
Mappa topografica dell'Algarve

Vasta 4.960 km², l'Algarve è situata nell'estremo sud del Portogallo continentale e nel punto più a sud-ovest in assoluto della penisola iberica e dell'intera Europa continentale. Confina a nord dal portoghese Alentejo (nello specifico, le sottoregioni dell'Alentejo Litorale e del Basso Alentejo), a sud e a ovest dall'Oceano Atlantico e ad est dal fiume Guadiana, che la separa dalla regione spagnola dell'Andalusia e segna quindi il confine con la Spagna. Il punto più elevato della regione è l'Alto da Fóia, che tocca i 902 m s.l.m. e rientra nella Serra de Monchique.
La suddivisione amministrativa riguarda due zone, una parte occidentale denominata Barlavento e una orientale conosciuta come Sotavento. In quest'ultima il principale insediamento è Faro, mentre nel Barlavento Portimão. La costa marittima dell'Algarve è lunga circa 155 km, di cui il punto più interessante dal punto di vista geografico è senza dubbio Capo San Vincenzo, la località situata più a sud-ovest del continente. La costa è caratterizzata dalle sue grotte aperte nella roccia calcarea, soprattutto intorno alla città di Lagos.

### Topografia

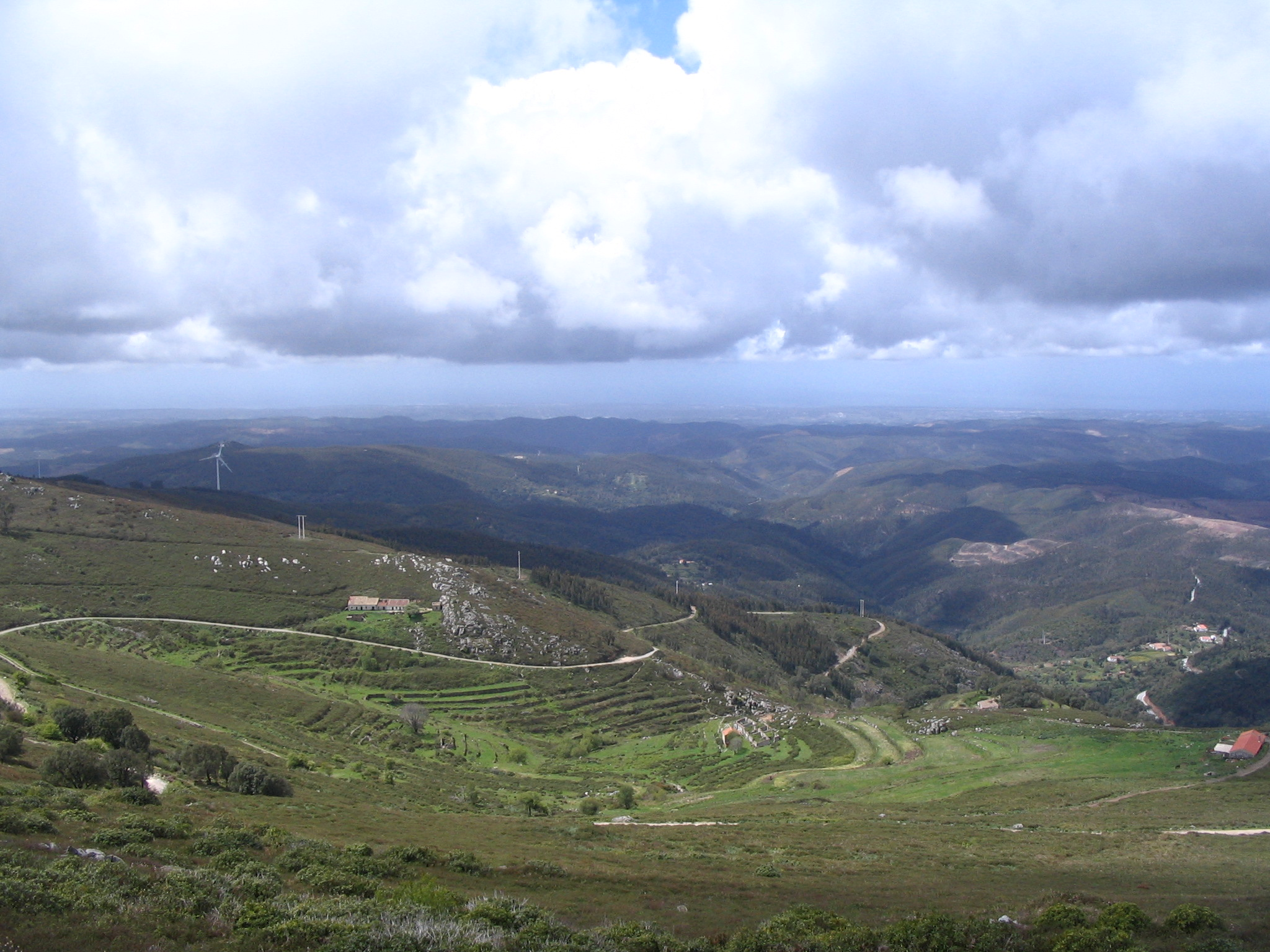
La Serra de Monchique

I rilievi nella regione si presentano sotto forma di dolci colline attraversate da valli, con le principali aree montuose costituite dalla Serra do Monchique, dalla Serra de Espinhaço de Cão e dalla Serra do Caldeirão.
Nel nord-est, la Serra do Caldeirão si trova sul confine tra la costa e le pianure del basso Alentejo. Alta 580 m, anche i comuni di Tavira e Loulé hanno diversi punti in cui si superano i 500 m di altitudine. La Serra do Caldeirão, nonostante la sua modesta elevazione, si circonda di un paesaggio molto particolare, dove le colline sono secate da un sistema fluviale abbastanza intricato, costituito in gran parte da fiumi stagionali.

### Idrografia

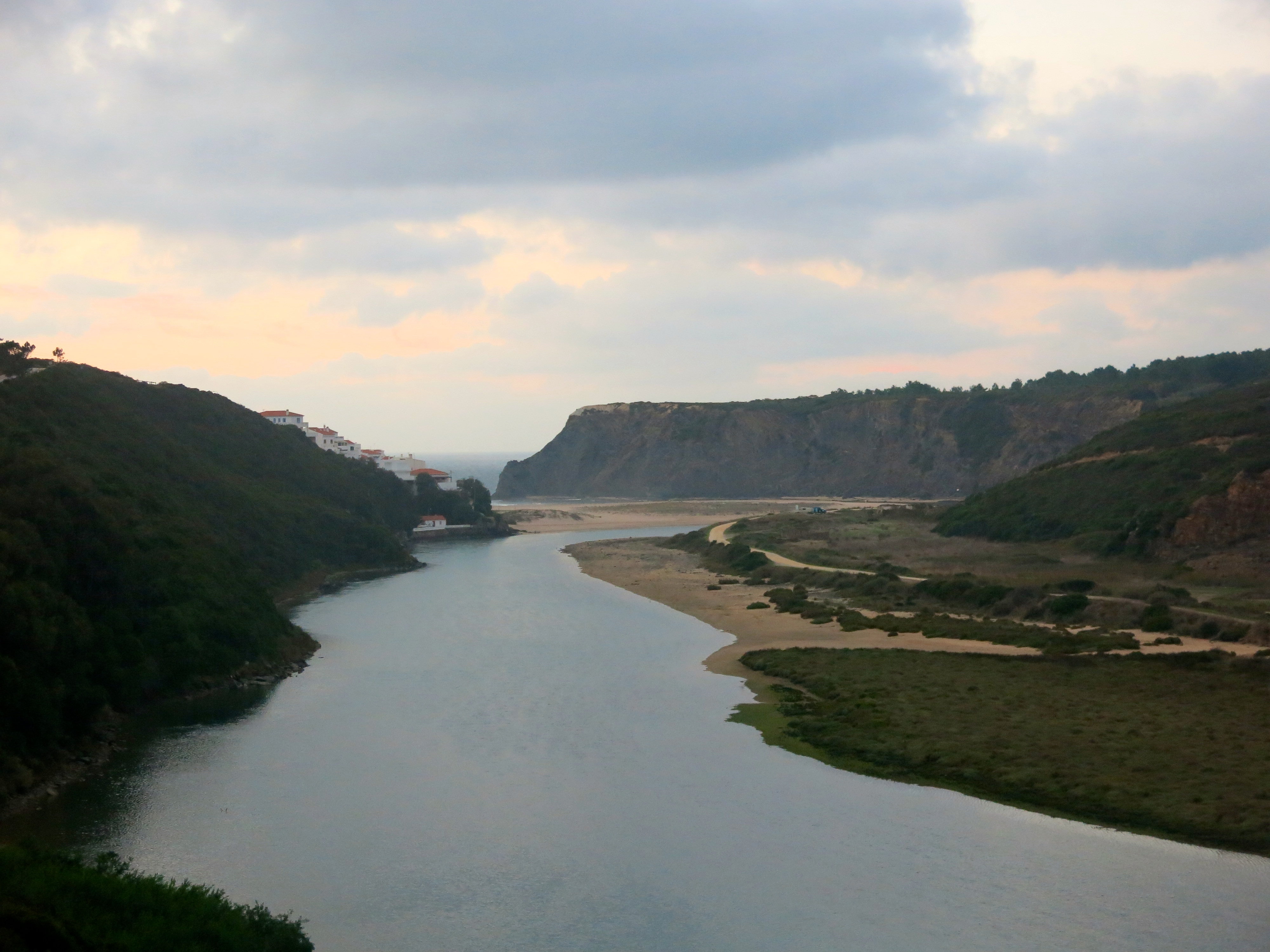
Il fiume Quarteira

Ad attraversare l'Algarve risultano diversi corsi, tra cui il Guadiana, che rappresenta il confine naturale tra l'Algarve e l'Andalusia e che forma il confine meridionale portoghese-spagnolo. Il fiume, lungo 829 km, nasce nel parco naturale dei laghi di Ruidera, nella provincia spagnola di Ciudad Real, mentre sono diversi i corsi d'acqua che nascono dal gruppo di rilievi locale: i principali sono il Ribeira de Seixe, il Ribeira de Aljezur (o da Cerca), il Ribeira de Odiáxere, il Ribeira de Monchique e il Ribeira de Boina. L'Arade ha origine nella Serra do Caldeirão e attraversa i comuni di Silves e Lagoa, sfociando infine nell'Oceano Atlantico a Portimão, a est della praia da Rocha.
La regione ospita anche la Ria Formosa, un gruppo di lagune e isole formatosi durante il terremoto di Lisbona del 1755, separato dal mare da una barriera costiera e compreso nei comuni di Loulé, Faro, Olhão, Tavira e Vila Real de Santo António. La sua superficie totale è pari a 184 km² per una lunghezza di 60 km dal fiume Ancão alla praia da Manta Rota.

### Clima

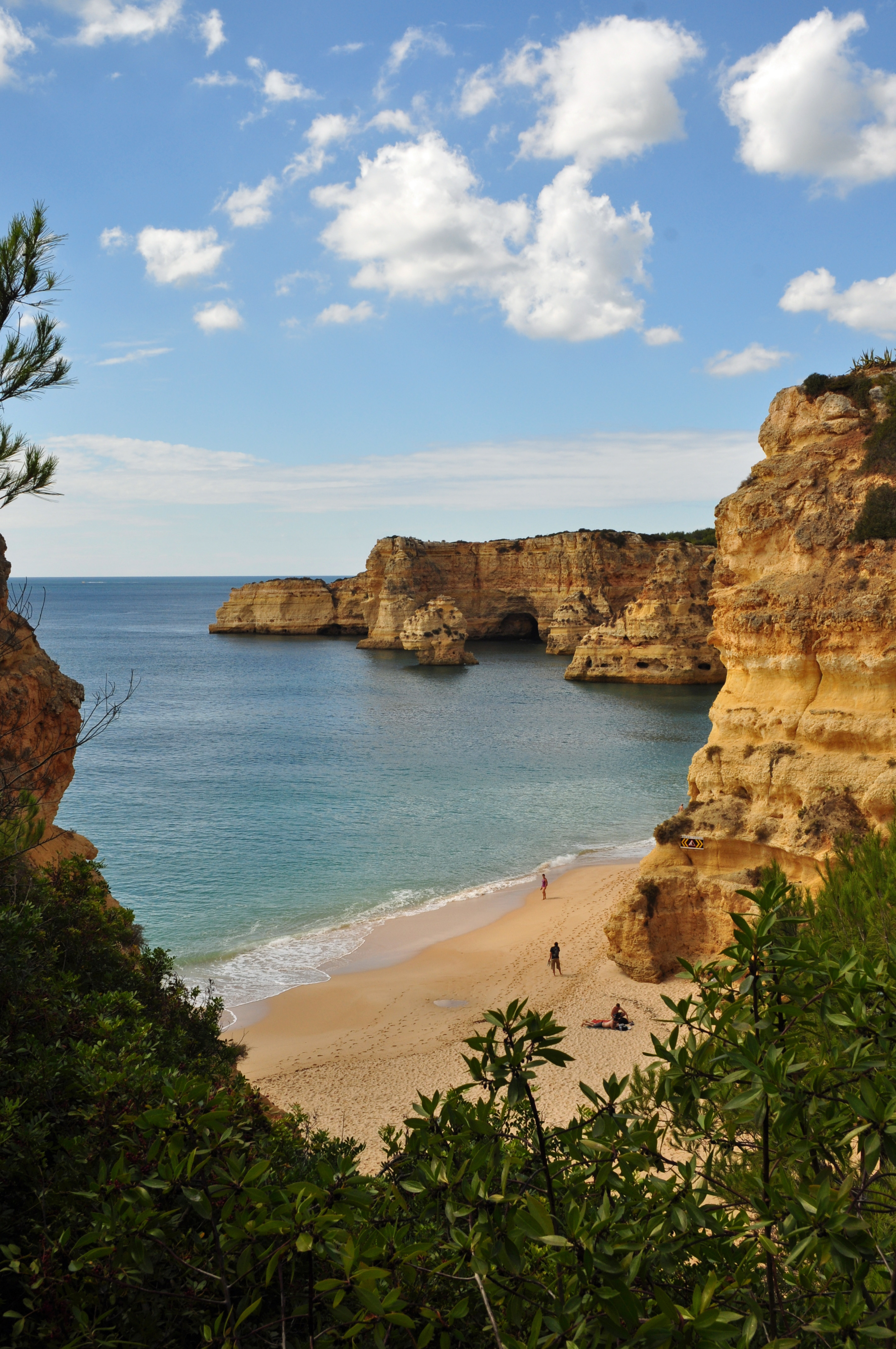
La famosa spiaggia della Marina (Praia da Marinha), situata nel comune di Lagoa

L'Algarve nel suo complesso è uno dei luoghi più caldi dell'Europa meridionale, con un clima mediterraneo influenzato dall'Atlantico, inverni miti e umidi ed estati calde o molto calde e secche. Si tratta nel complesso della regione più soleggiata d'Europa, con valori annuali di soleggiamento che vanno dalle 2.600 ore nella Serra de Monchique a valori superiori alle 3.100 sulla costa meridionale. Secondo la classificazione dei climi di Köppen, la zona climatica a cui appartiene l'Algarve è quella della temperata.
In generale, l'inverno vede solo sottili differenze nelle massime giornaliere lungo la costa, perlopiù comprese tra i 16 e i 17 °C, anche se sono state registrate temperature fino ai 25 °C. Al contrario, le minime notturne sono più alte a ovest, con Sagres e Vila do Bispo con medie tra i 9 e i 10 °C, mentre a est le medie sono più basse e i 7-8 gradi risultano i più comuni. Le temperature scendono molto raramente sotto lo zero, mentre all'interno le notti risultano di solito più fresche, con una media di 4-5 °C.
L'estate vede le sue temperature medie più alte ad est, dove le massime si attestano intorno ai 29-30 gradi sulla costa e tra i 32 e i 35 all'interno. Le temperature giornaliere nel parco naturale dell'Alentejo sudoccidentale e della costa vicentina sono molto più fresche, di solito raggiungendo un massimo di 24-25 °C, conseguenza del forte upwelling del Portogallo occidentale. Nell'interno dell'Algarve le temperature roventi costituiscono una costante, tanto che le temperature superiori ai 40 gradi sono state raggiunte in più occasioni. Le minime notturne sono spesso indipendenti dalla località, attestandosi intorno ai 16-20 gradi nella maggior parte dell'Algarve.

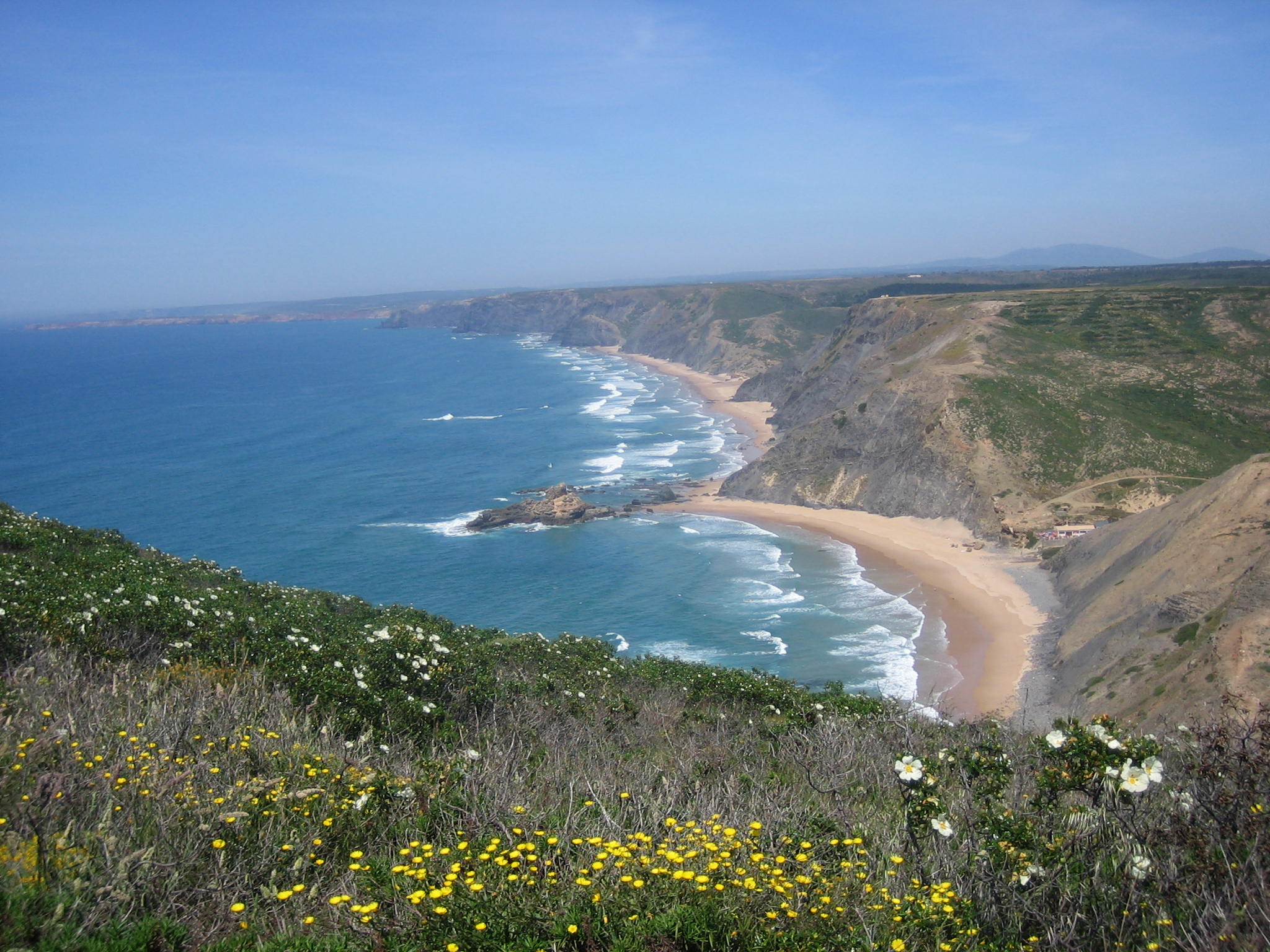
Veduta del parco naturale della costa di Capo San Vincenzo.

Tra ottobre e febbraio si registrano più precipitazioni, spesso di natura torrenziale. Tuttavia, le medie annuali sono inferiori ai 600 mm sulla maggioranza della costa e nella valle del Guadiana, mentre superano gli 800 mm nella serra do Caldeirão e i 1 000 nella Serra de Monchique. Nella regione costiera cinque sono i mesi abbastanza secchi e tra giugno e settembre le precipitazioni rimangono scarse. Le nevicate sono rare nella regione e l'ultima sulla costa fu registrata nel febbraio del 1954. Sui massicci, invece, la nevicata più recente risale al 1º febbraio 2006 e avvenne presso la Serra do Caldeirão, mentre il 10 gennaio 2009 accadde l'ultima sulla Serra de Monchique.
Le temperature della superficie del mare in Algarve sono generalmente fresche, anche se più miti rispetto alle altre coste occidentali del Portogallo. Intorno alla punta di Sagres, il fenomeno dell'upwelling diminuisce ulteriormente le temperature superficiali dell'oceano. In inverno, sia le coste occidentali che quelle meridionali hanno temperature medie della superficie del mare intorno ai 15-16 °C, mentre in estate, si sale a circa 20-21, con il loro massimo in settembre. Tuttavia, le acque costiere meridionali vicino al Golfo di Cadice tendono a ricevere deflussi di acqua calda del Mediterraneo, e come tali, presentano temperature leggermente più elevate in media rispetto alla costa occidentale di Capo San Vincenzo.
| Stazione meteorologica di Faro | Mesi  | Mesi  | Mesi  | Mesi  | Mesi  | Mesi  | Mesi  | Mesi  | Mesi  | Mesi  | Mesi  | Mesi  | Stagioni | Stagioni | Stagioni | Stagioni | Anno    |
| Stazione meteorologica di Faro | Gen   | Feb   | Mar   | Apr   | Mag   | Giu   | Lug   | Ago   | Set   | Ott   | Nov   | Dic   | Inv      | Pri      | Est      | Aut      | Anno    |
| ------------------------------ | ----- | ----- | ----- | ----- | ----- | ----- | ----- | ----- | ----- | ----- | ----- | ----- | -------- | -------- | -------- | -------- | ------- |
| T. max. media (°C)             | 16,1  | 16,9  | 19,1  | 20,4  | 22,8  | 26,4  | 29,2  | 28,8  | 26,6  | 23,2  | 19,6  | 17,0  | 16,7     | 20,8     | 28,1     | 23,1     | 22,2    |
| T. media (°C)                  | 12    | 12,8  | 14,8  | 16,1  | 18,4  | 21,9  | 24,2  | 24,1  | 22,3  | 19,3  | 15,7  | 13,3  | 12,7     | 16,4     | 23,4     | 19,1     | 17,9    |
| T. min. media (°C)             | 7,9   | 8,7   | 10,5  | 11,8  | 14,0  | 17,3  | 19,1  | 19,4  | 18,0  | 15,3  | 11,7  | 9,6   | 8,7      | 12,1     | 18,6     | 15,0     | 13,6    |
| T. max. assoluta (°C)          | 21,9  | 24,7  | 28,9  | 30,1  | 33,6  | 37,1  | 44,3  | 39,6  | 37,4  | 33,3  | 28,6  | 24,0  | 24,7     | 33,6     | 44,3     | 37,4     | 44,3    |
| T. min. assoluta (°C)          | −1,2  | −1,2  | 2,3   | 3,6   | 6,7   | 8,0   | 11,9  | 13,1  | 9,9   | 7,8   | 2,7   | 1,2   | −1,2     | 2,3      | 8,0      | 2,7      | −1,2    |
| Precipitazioni (mm)            | 59,3  | 52,0  | 39,4  | 38,6  | 21,7  | 4,3   | 1,8   | 3,9   | 23,2  | 60,1  | 90,4  | 114,1 | 225,4    | 99,7     | 10,0     | 173,7    | 508,8   |
| Giorni di pioggia              | 11    | 12    | 8     | 10    | 7     | 4     | 1     | 2     | 4     | 9     | 10    | 13    | 36       | 25       | 7        | 23       | 91      |
| Ore di soleggiamento mensili   | 182,1 | 172,0 | 242,6 | 253,6 | 305,0 | 326,9 | 360,6 | 344,9 | 279,1 | 227,0 | 191,6 | 159,0 | 513,1    | 801,2    | 1 032,4  | 697,7    | 3 044,4 |

## Ambiente naturale

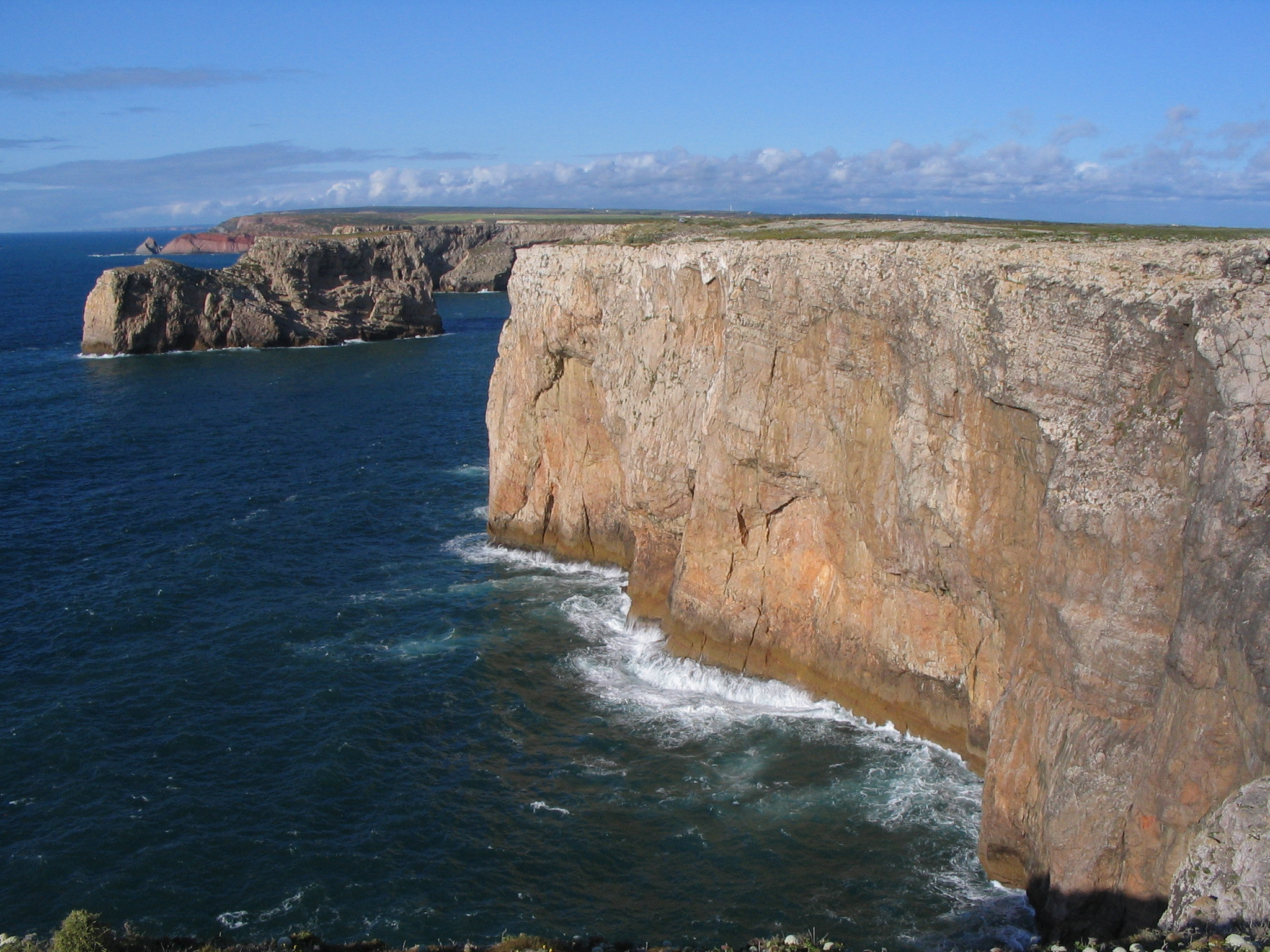
Scogliere a nord di Capo San Vincenzo

A sud della regione, nella riserva naturale di Ria Formosa vasta 184 km², è possibile osservare centinaia di specie ornitologiche distribuite sulle varie isole e isolotti. Nominata area protetta dal 9 dicembre 1987, in precedenza, l'area godeva dello status di riserva naturale dal 1978.
Le regioni dell'Algarve e dell'Alentejo condividono il parco naturale del sud-ovest Alentejano e della costa di Capo San Vincenzo, che ha una superficie di 569,52 km², a cui si aggiunge un'area marina protetta di 174,6 km². Il parco si estende dal fiume Junqueira a São Torpes e fino alla spiaggia di Burgau per una lunghezza di 110 km.

### Flora e fauna

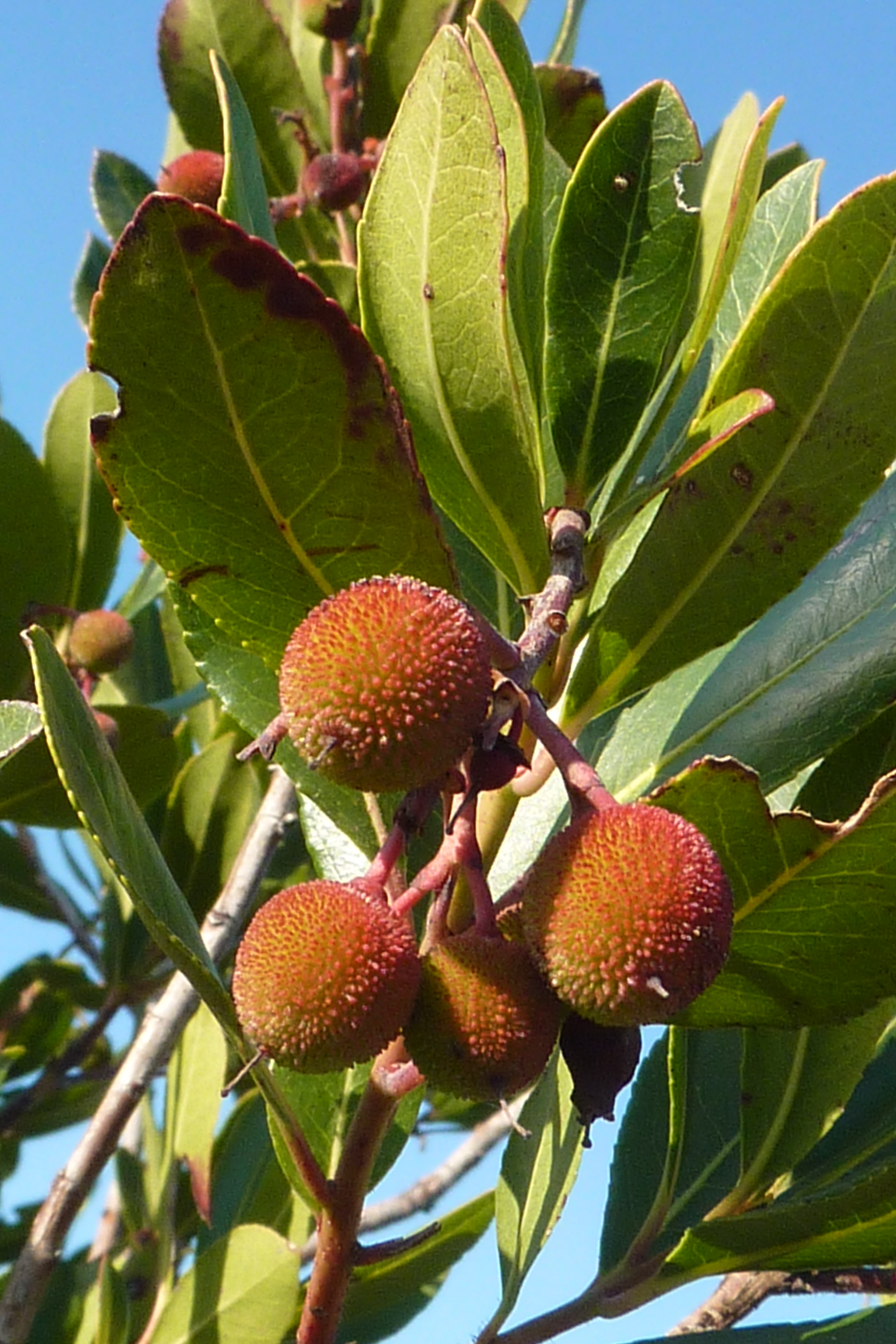
Frutti di corbezzolo (Arbutus unedo) nell'Algarve.

La flora è essenzialmente quella tipica delle coste mediterranee, ad eccezione dei dintorni della Serra de Monchique, che ospita talune specie della fascia subtropicale. Nella grande varietà di specie vegetali nella Serra de Monchique l'esemplare dominante è la quercia dell'Algeria (Quercus canariensis), a cui si affiancano le querce da sughero (Quercus suber). Si segnala inoltre la presenza di castagni (Castanea), magnolie (Magnolia), banani (Musa) e rododendri (Rhododendron). Numerosi uccelli frequentano questa regione durante tutto l'anno oppure quando si trovano di passaggio nel corso della stagione delle migrazioni. È per questo motivo che il parco naturale di Ria Formosa diventa particolarmente affollato in quel periodo dell'anno. Guardando alle specie vegetali presenti nell'Algarve, endemiche o meno, si annoverano soprattutto la Cistus algarvensis, l'Helianthemum algarvense, l'Herniaria algarvica, il Limonium algarvense, la Linaria algarviana, l'Ophrys algarvensis, la sottospecie di O. omegaifera detta algarvensis, il Rhododendron algarvense, il Sideritis algarviensis e il Stegitris algarviensis.

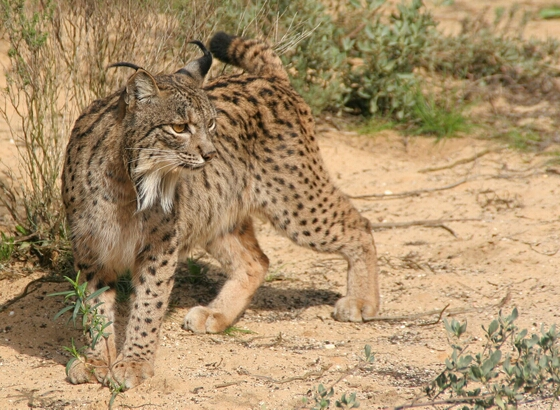
L'Algarve aveva un tempo la più grande popolazione di lince pardina (Lynx pardinus) in Portogallo. È stata reintrodotta all'inizio del XXI secolo.

Tra la fauna locale una delle specie più interessanti risulta senz'altro la lince pardina (Lynx pardinus), che popolava cinque aree distinte in Portogallo ma si è estinta prima di essere nuovamente introdotta all'inizio del XXI secolo. Nel parco di Ria Formosa si possono trovare specie uniche in Portogallo e in gran parte dell'Europa come il camaleonte, un rettile che in Portogallo esiste solo in Algarve, e una delle più grandi popolazioni di cavallucci marini del mondo. Sempre con riferimento alla fauna ittica, si devono menzionare i grandi flussi migratori dei tonni rossi (Thunnus thynnus) davanti alle coste di Olhão, malgrado la pesca selvaggia metta a rischio la sopravvivenza della specie. Le acque marine della regione ospitano altresì cetacei tra cui balene, delfini (nello specifico il delfino comune (Delphinus delphis) e il tursiope (Tursiops truncatus)) e focene in diversi periodi dell'anno.

## Storia

### Preistoria ed epoca pre-romana

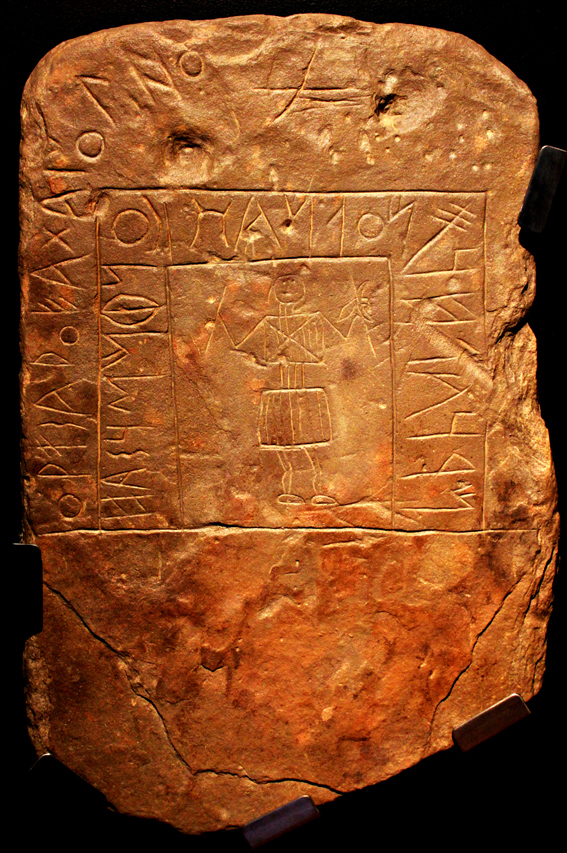
Iscrizione dei Cineti del VIII secolo a.C.

La presenza umana nel Portogallo meridionale risale al Paleolitico e al Neolitico; la presenza di megaliti nella zona di Vila do Bispo, Lagos (Menir da Cabeça do Rochedo), Alcoutim (Menhirs di Lavajo) e altrove nella regione attesta la presenza di esseri umani già a quell'epoca.
Intorno all'anno 1000 a.C., i fenici fondarono la città di Cadice e, successivamente, i porti costieri lungo la costa dell'Algarve. In epoca cartaginese, un importante centro di spicco divenne Portus Hannibalis, localizzato in quella che oggi è la città di Portimão o di Alvor e deve il nome, come si può facilmente intuire, ad Annibale.
Dal VI secolo a.C., i Cineti, così come erano conosciuti in greco, o i Conii, come venivano indicati in latino, si stabilirono nella regione dell'Algarve, chiamata al tempo Cyneticum. Le loro origini etniche e linguistiche rimangono ampiamente contestate, anche se, a causa della vicinanza geografica, è possibile che essi fossero legati sia alla civiltà di Tartesso sia ai celti, visto che il termine conii, la probabile denominazione che impiegavano per identificarsi, deriva dal Protoceltico kwon (cane). Queste tribù indoeuropee, celtiche o pre-celtiche che fossero, crearono un insediamento a Lacóbriga (l'odierna Lagos) nell'anno 1899 a.C.

### Epoca romana

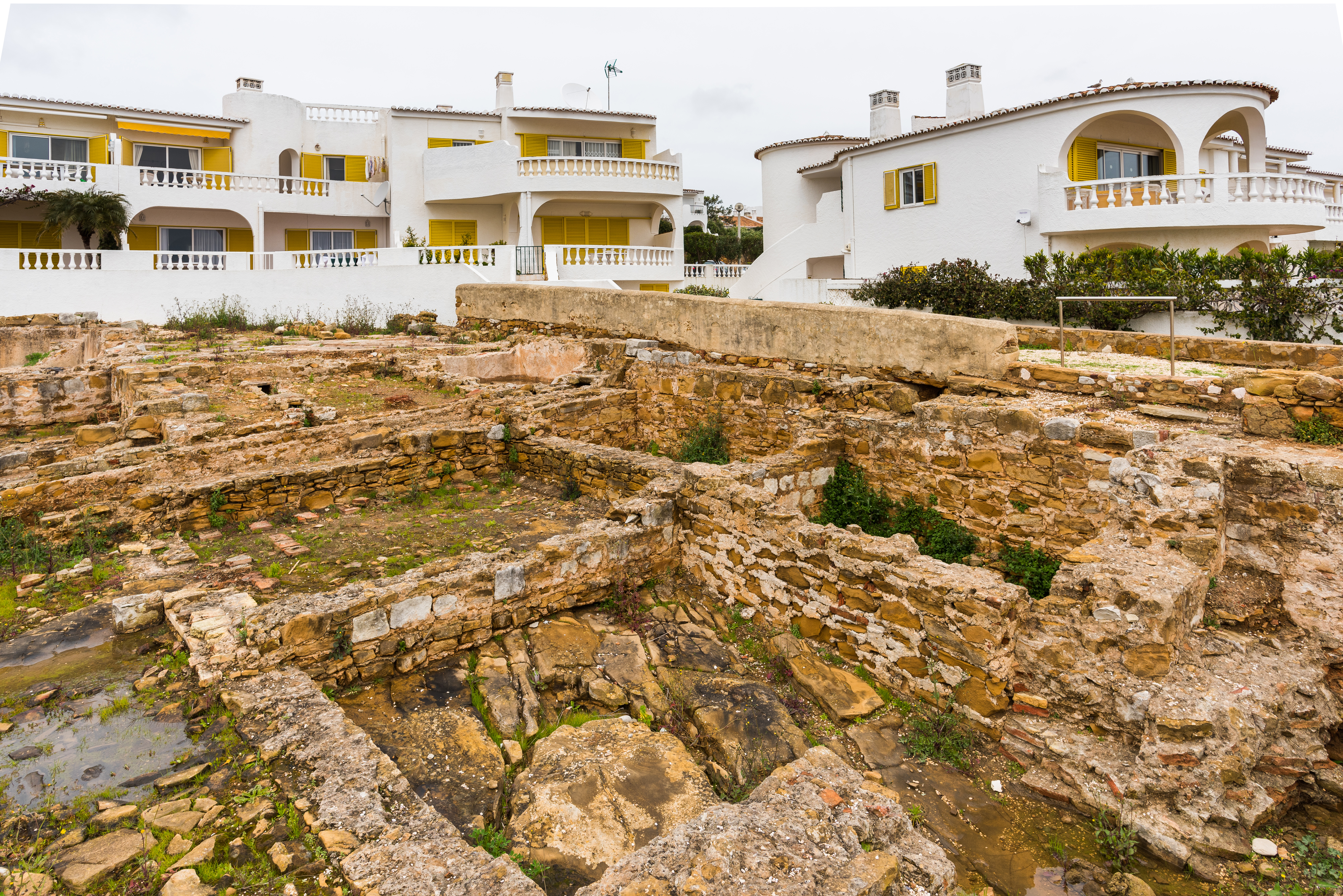
Terme romane a Praia da Luz

La regione dell'Algarve passò sotto il controllo dei romani dopo che Fabio Massimo Serviliano sconfisse i lusitani e i turduli nel contesto della guerra lusitana, come nel caso di gran parte della penisola iberica, che fu assorbita nella repubblica romana nel II secolo a.C. Il Cyneticum confluì nella Hispania Ulterior e, in seguito, nella Lusitania, rimanendo sotto l'influenza romana per circa 600 anni (dal 200 a.C. al 410 d.C.). In questo lasso temporale la regione adottò il latino come lingua ufficiale, i principali costumi, le istituzioni politiche e amministrative, la cultura e la religione di Roma. Il legame con l'impero avvenne quando le città principali della provincia erano Baesuris (Castro Marim), Balsa (vicino a Tavira), Ossonoba (Faro), Cilpes (Silves), Lacobriga (Lagos) e Myrtilis (Mértola).
Visto che durante quella fase storica viaggiare via terra si rivelava pericoloso, la geografia dell'odierna Algarve la rese un crocevia marittimo cruciale tra il Mediterraneo e l'Oceano Atlantico, in quanto collegava innumerevoli porti romani a diverse province, principalmente altre destinazioni della Hispania, Gallia e della Britannia. Lo sviluppo culturale ed economico grazie ad agricoltura e pesca si rivelò significativo, con i prodotti principalmente esportati che durante il periodo imperiale risultavano l'olio d'oliva e il garum. I fiumi Guadiana (Anas) e Arade (Aradus) servivano come percorsi fluviali verso l'interno, mentre oggi quest'ultimo corso d'acqua non è quasi più navigabile in barca, in particolare a causa del suo processo di sovralluvionamento, che ha visto depositare quantità significative di sedimenti.

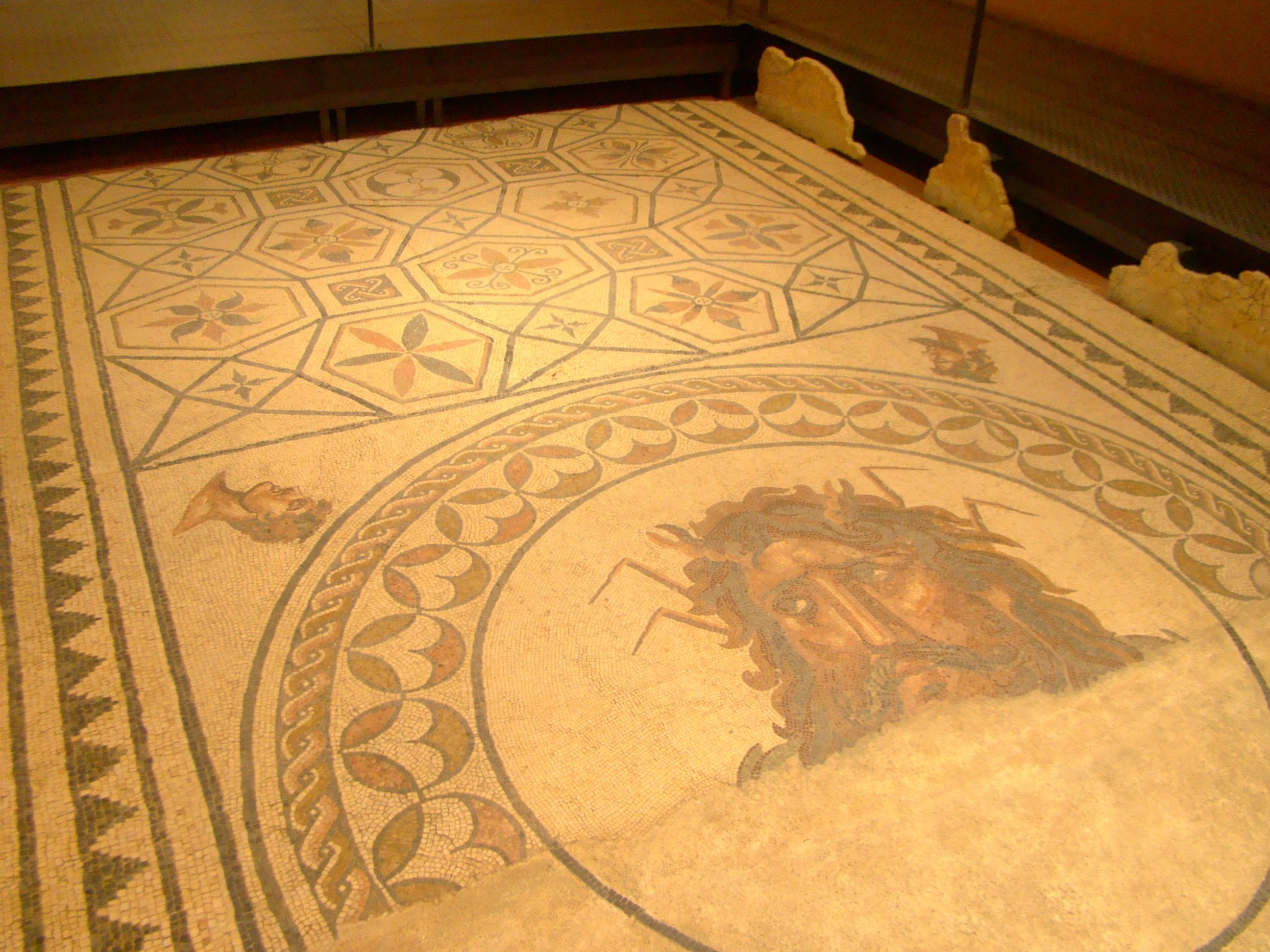
Mosaico del Dio romano Oceanus, trovato a Ossonoba, l'odierna Faro

Quando il cristianesimo accolse nuovi proseliti fino a diventare la religione ufficiale dell'impero romano sotto Costantino il Grande, il Cyneticum, seguendo la stessa tendenza del resto delle province romane, seguì il processo di transizione da un culto politeista alla nuova fede. L'imperatore romano Teodosio I, egli stesso originario della penisola iberica, arrivò a proibire il paganesimo nel 381. Il tempio romano di Milreu, originariamente dedicato a Venere e poi convertito in un tempio paleocristiano, è uno degli esempi di cambiamento religioso avvenuto in quel periodo.
Molte rovine romane, sia sotto forma di templi che di ville di campagna (di cui più di 30 localizzate in Algarve), bagni pubblici, ponti, strutture per la salatura e la lavorazione del pesce e mosaici si diffusero in tutta la regione, in particolare a Vila do Bispo, Lagos, Portimão, Quarteira, Faro, Olhão, Tavira e in altre zone, illustrando i forti contributi che la cultura romana nel suo complesso ha dato all'Algarve.
Con il declino dell'impero romano d'Occidente, nel 409, gli alani occuparono la Lusitania, detenendola fino a quando non la espugnarono i visigoti.

### Medioevo ed età moderna

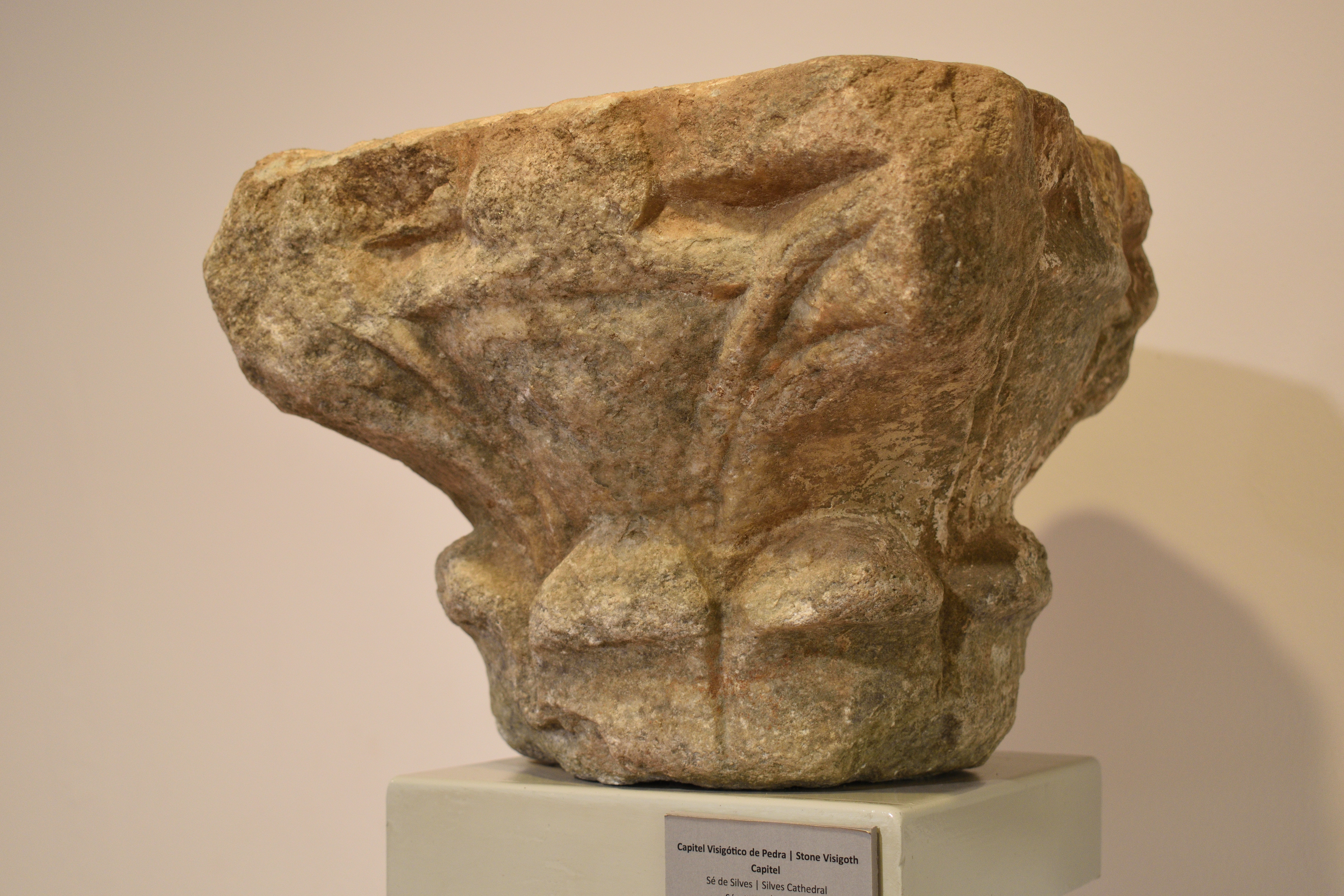
Un capitello visigoto rinvenuto a Silves

I visigoti, una tribù germanica originaria della Scandinavia ma già spostatasi in Europa orientale, occuparono la penisola iberica intorno all'anno 500 o di lì a breve. Con la morte di Amalarico nel 531, il tradizionale metodo di successione visigoto ebbe fine, con il risultato che dalla fusione delle componenti romana e germanica nacque una nuova identità iberica. Il regno visigoto vide la luce nel 542 con Toledo come capitale. Con i suoi abitanti dediti all'arianesimo all'inizio, una gran parte dei sudditi alla fine adottò il cattolicesimo per assicurarsi un proprio ruolo di prestigio nella penisola iberica centro-meridionale. Nel 552, l'Algarve fu conquistata dall'Impero bizantino e, nel 571, Leovigildo riuscì ad assicurare nuovamente la regione al regno visigoto fino all'anno 711, comprendendo il grosso della penisola iberica e parti della Francia moderna.
Quando i mori conquistarono Lagos nel 716, la ribattezzarono come Zawaia. Dopo la conquista della penisola iberica, la regione fu rinominata Gharb al-Andalus (الغرب الأندلس in arabo): essendo la regione più occidentale ad essere conquistata dai mori, le ambite terre dell'Algarve, in questo angolo d'Europa, divennero per un certo periodo l'obiettivo finale della politica espansionistica dell'impero musulmano. Con l'avvento del dominio moresco nell'VIII secolo, Faro, chiamata allora Ossonoba, mantenne il suo status di città più importante nell'angolo sud-ovest della penisola iberica. Nel IX secolo, dopo una rivolta guidata da Yahia Ben Bakr a cui successe suo figlio, Bakr Ben Yahia, divenne la capitale di un principato autonomo di breve durata e fu fortificata con un anello di mura difensive. In questo periodo, nel X secolo, il nome Santa Maria riservato a Faro cominciò ad essere usato al posto di Ossonoba, con il risultato che, nell'XI secolo, la città era conosciuta come Santa Maria Ibn Harun. Durante l'epoca moresca (IX-XII secolo), Silves si rivelò un'importante roccaforte e divenne il principale agglomerato urbano di riferimento della regione, beneficiando della sua posizione dominante.

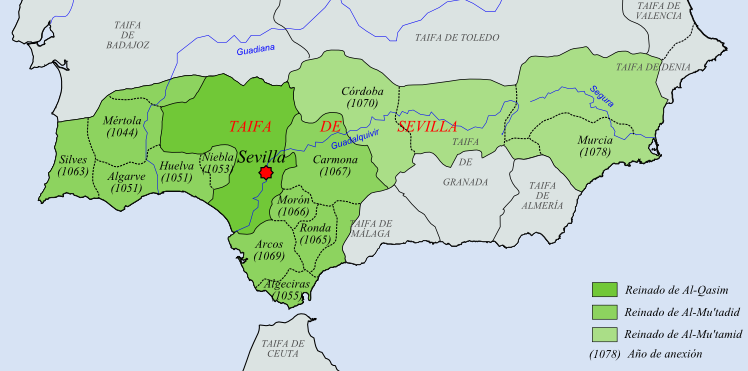
Conquiste della Taifa di Siviglia nel XI secolo

All'inizio del XI secolo, il Califfato di Cordova si insediò in diversi piccoli regni conosciuti con il nome di taïfa. Da tale processo non risultò estranea l'Algarve, che si vide contendere il potere tra signori della Taifa di Algarve e della taifa di Silves. Entrambi i regni furono assorbiti da Siviglia rispettivamente nel 1051 e nel 1063. La popolazione musulmana del Gharb al-Andalus era composta da arabi, berberi e latini convertiti all'Islam. I primi provengono principalmente dallo Yemen e, sebbene in minoranza, formavano la classe elitaria del tempo. I berberi delle montagne del Nord Africa rimasero essenzialmente nomadi, mentre i latini che si convertirono all'islam, detti "muladi", costituivano il gruppo maggioritario. Dopo la caduta degli Almoravidi nel 1147, la taifa di Silves riacquistò brevemente la sua indipendenza prima di cadere sotto il giogo degli Almohadi nel 1151.
Nel 1191, dopo schermaglie durare almeno due anni, Sancho I conquistò Silves con l'aiuto dei crociati, ma non riuscì a reinsediarsi stabilmente. A metà del XIII secolo, con la Reconquista già avviata, il regno del Portogallo prese il controllo della regione in una serie di campagne militari di successo contro i mori. Al-Gharb venne convertito il Regno dell'Algarve e i mori musulmani o fuggirono o sarebbero stati espulsi nel 1496 non solo in Algarve, ma in tutto il Portogallo. In virtù della sua posizione strategica e della sua florida economia, i lusitani provarono a insediarsi quanto più possibile nell'ambito territorio dell'Algarve, mentre i successivi tentativi dei mori di riconquistare la parte settentrionale della regione terminavano con degli insuccessi.

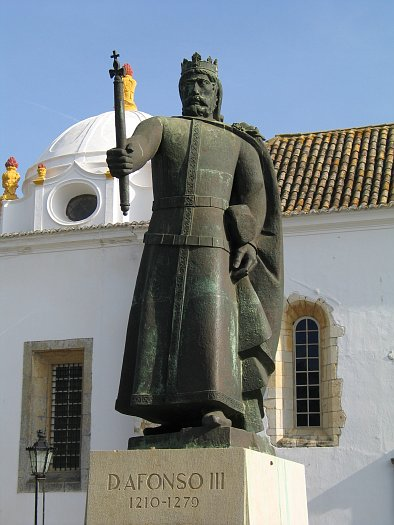
Statua di Alfonso III del Portogallo a Faro.

Fu durante il regno di Alfonso III del Portogallo che avvenne la conquista definitiva dell'Algarve. Dopo ben cinque secoli di dominazione, Silves fu strappata al suo ultimo sovrano musulmano Ibn Afan da Paio Peres Correia, Gran maestro dell'ordine di Santiago, nel 1242, e anche Tavira cadde nello stesso anno, dopo che l'Alentejo e la maggior parte della costa dell'Algarve avevano già ceduto nel 1238. Nel marzo del 1249 fu conquistata anche la città di Faro: da allora, Alfonso III divenne il primo monarca portoghese ad impiegare il titolo di "re del Portogallo e dell'Algarve". I seguaci dell'ordine di Santiago e di Calatrava giocarono un ruolo decisivo, essendo stati incaricati di concludere la conquista. L'acquisizione dell'Algarve in siffatta maniera generò, tuttavia, gravi dissapori con il Regno di Castiglia. La pace fu inizialmente raggiunta con il matrimonio del re Alfonso III con Beatrice di Castiglia, figlia illegittima del re Alfonso X di Castiglia (dopo che il papa aveva annullato il matrimonio con Matilde II perché sterile), ma il problema fu risolto definitivamente solo con il trattato di Badajoz, del 16 febbraio 1267. Con quest'intesa si statuì che il fiume Guadiana, dalla confluenza del Caia fino alla foce, sarebbe stato il confine tra Portogallo e Castiglia, originando da allora la distinzione tra "Algarve spagnolo" (poiché incluso in Andalusia) e "Algarve portoghese".
La dominazione moresca sull'Algarve e sull'Alentejo lasciò una sua eredità, rimasta particolarmente avvertita in campo architettonico, gastronomico e artistico, come nel caso del tradizionale corridinho, la danza popolare più caratteristica delle zone più meridionali del Portogallo.

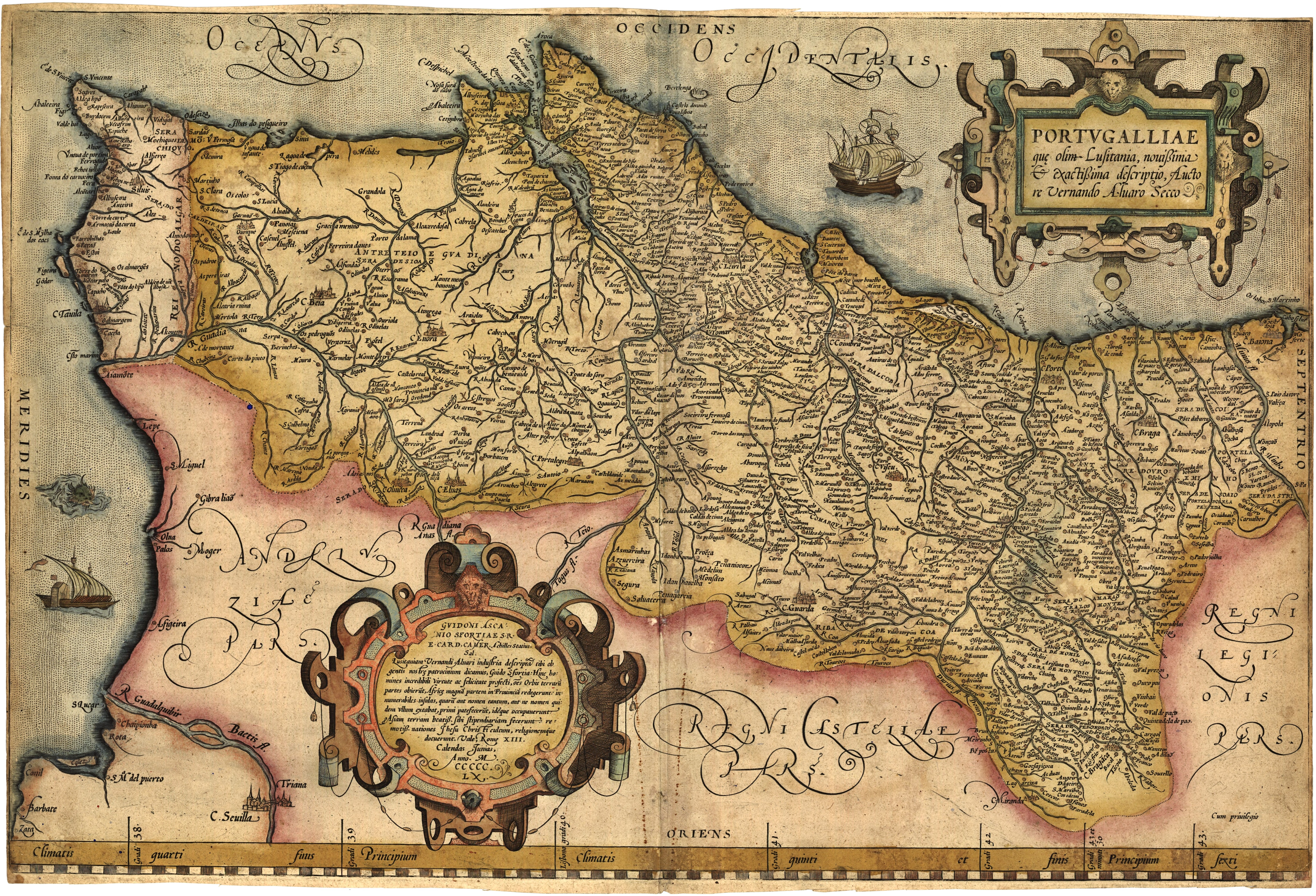
I regni del Portogallo e dell'Algarve nel 1561

La comarca dell'Algarve vide la luce nel 1406. Nonostante il titolo di "re del Portogallo e dell'Algarve" portato dai successori di Alfonso III, il regno dell'Algarve non aveva un valore che andava oltre quello simbolico e nominale, considerando che il distretto non rappresentava uno Stato separato. A titolo di esempio, a livello di istituzioni e di norme, in Algarve non vi erano differenze con il resto del Portogallo. La denominazione "Algarve" si estese, in seguito, pure alle conquiste del Portogallo oltremare. Nel 1471, dopo aver conquistato le città marocchine di Tangeri, Ksar El Kebir e Assilah, il monarca Alfonso V assunse il titolo di "re del Portogallo e delle Algarves" al plurale. Questo "Marocco portoghese" o Algarve d'oltremare" sopravvisse fino al 1769, con il territorio che si estendeva fino alle porte della città di Almería.
Intorno al 1417, una scuola di navigazione sarebbe stata fondata dall'Infante Enrico il Navigatore, malgrado non siano stati rinvenuti riferimenti, resti archeologici o documenti originali dell'epoca riguardanti tale centro di cultura. Nel 1877 Sousa Holstein si mostrò a favore di quel filone storiografico che negava l'esistenza della scuola, al cui posto sarebbe bensì esistita un'accademia scientifica dedicata alla conoscenza della navigazione e del mare. Anche su quest'ultimo punto non vi è concordia, con alcuni autori che rigettano in toto anche l'esistenza di questa scuola, come Luís de Albuquerque, Thomaz Marcondes de Souza, Duarte Leite e anche Fábio Pestana Ramos, mentre altri sostengono la sua esistenza, come Jaime Cortesão.
Nel XV secolo, il porto di Lagos acquisì sempre maggiore importanza grazie ai viaggi di esploratori quali Gil Eanes. Dal 1576 al 1756, la città di Lagos fu la capitale dell'Algarve. Alla fine del XVI secolo, la città di Vila do Bispo fu attaccata più volte da pirati e mori oltre che dal corsaro inglese Francis Drake.
Durante il dominio di Giuseppe I, che regnò dal 1750 al 1777, il marchese di Pombal tentò di dividere la diocesi di Faro in due sezioni, con l'intenzione di crearne una nuova a Vila Nova de Portimão, ma questo tentativo non trovo l'appoggio della Santa Sede. Il progetto prevedeva che il confine tra le due diocesi avrebbe dovuto passare per la ribeira di Quarteira, estesa in linea retta all'Alentejo.
Nel 1755, l'Algarve uscì duramente colpita dal terremoto di Lisbona, con le scosse che rasero al suolo molte città della regione e con il maremoto che compromise gravemente la condizione delle fortezze costiere. Mentre Faro fu indirettamente protetta dalla laguna di Ria Formosa, a Lagos le onde raggiunsero la sommità delle mura cittadine. Nel 1759, durante la guerra dei sette anni, la regione fu testimone della battaglia di Lagos, che terminò con la sconfitta della flotta francese a vantaggio degli inglesi. Nonostante la neutralità del Portogallo, la Royal Navy distrusse o catturò quattro navi transalpine che stavano cercando di avvicinarsi ai forti costieri vicino a Lagos in cerca di protezione.

### Dal XIX secolo al terzo millennio

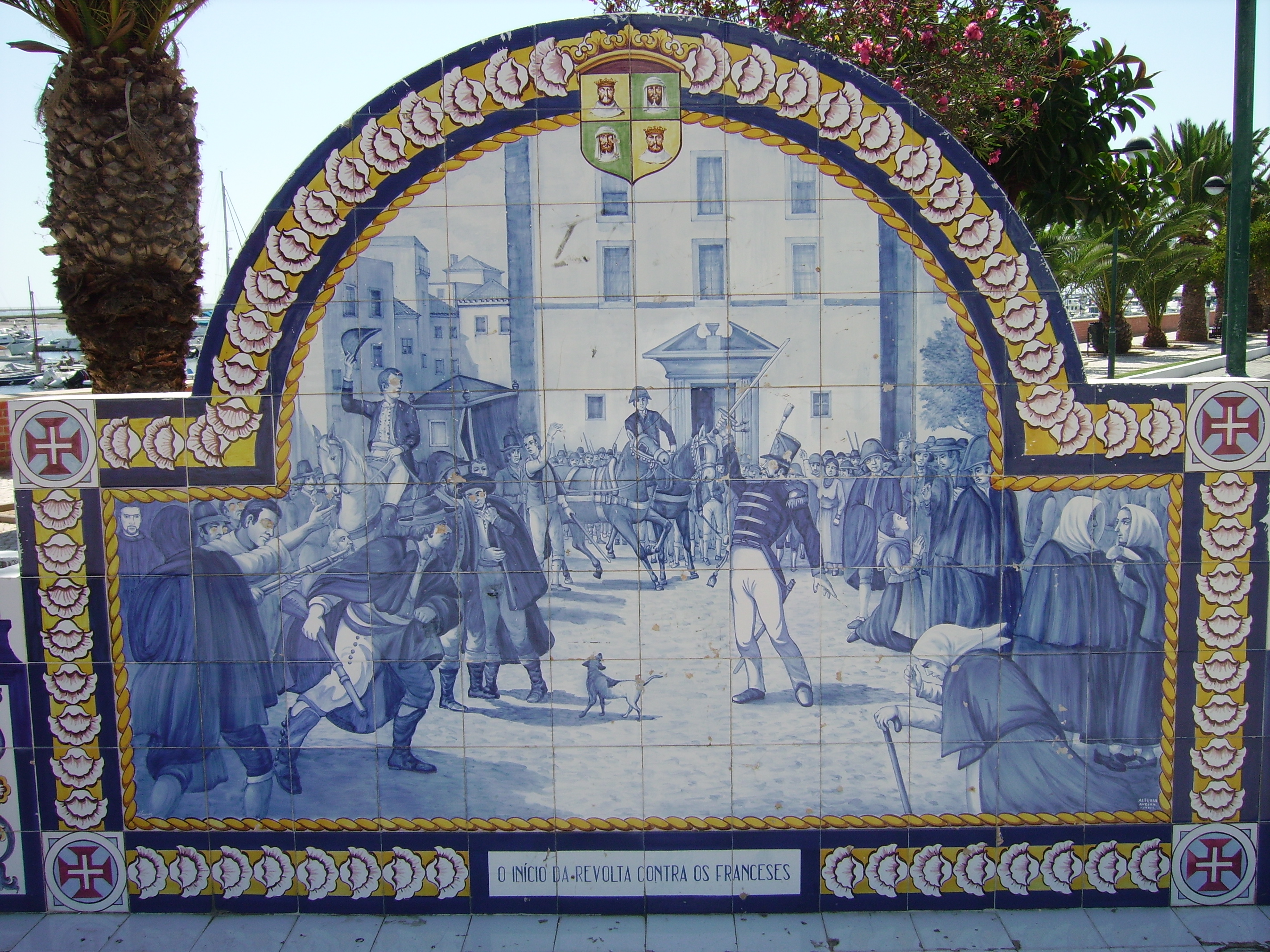
Scoppio della rivolta di Olhão (1809)

Nel 1807, la metà settentrionale del paese fu invasa dalle truppe napoleoniche del generale Junot, mentre il regno dell'Algarve e la provincia di Alentejo videro l'invasione dalle truppe spagnole di Manuel Godoy, principe della pace. Quest'occupazione terminò l'anno successivo, in seguito alla rivolta di Olhão. Il 16 dicembre 1815, i due regni diedero vita al Regno Unito di Portogallo, Brasile e Algarves, con Rio de Janeiro come capitale.
Intorno al 1820, la regione assistette a una significativa immigrazione di ebrei marocchini, di Gibilterra e della Spagna, ma la regione rappresentava solo un luogo di passaggio per coloro che partivano in direzione delle Azzorre. Altri rimasero nella zona Faro, che finì per contare circa 60 famiglie ebree. Durante la guerra civile portoghese (1828-1834), diverse battaglie ebbero luogo nella regione, specialmente la battaglia di Capo San Vincenzo e la battaglia di Sant'Ana tra liberali e migueliti (assolutisti antiliberali). Remexido fu il capo guerrigliero in Algarve che rimase attivo per anni al fianco degli assolutisti migueliti, morendo poi dopo essere stato catturato nel corso di una pubblica esecuzione a Faro nel 1838. Frattanto, nel 1836, fu creata una nuova divisione amministrativa, il distretto di Faro, durata in essere fino alla caduta della monarchia del 1910.
In campo economico, lo stabilimento di Vila Real de Santo António della società Conservas Ramirez (fondata nel 1853) divenne la culla del settore in Portogallo perché prima impresa di pesce in scatola del Paese. Vila Real de Santo António e altre località dell'Algarve costiero prosperarono grazie alla crescita dell'industria della pesca, che comprendeva la lavorazione di specie di tonno e di sardina. Altrettanto fiorente risultò l'industria del sughero, tanto che spesso il Portogallo raggiunse il ruolo di maggiore produttore mondiale, con l'Algarve e alcune zone della vicina regione portoghese dell'Alentejo che producono ancora attualmente sughero di alta qualità di fama mondiale (il 50% della produzione mondiale di sughero proviene dal Portogallo). Tra la fine del XIX secolo e l'inizio del XX secolo, São Brás de Alportel divenne il centro della produzione di sughero in Algarve, con 80 fabbriche in funzione, ma gradualmente l'industria si spostò nelle regioni del centro e del nord del Portogallo, e solo alcune fabbriche di sughero rimasero nel comune di São Brás de Alportel. A partire dalla fine del XIX secolo, Silves, nel Barlavento, fu un'altra zona con una grande produzione del prezioso sughero e tale industria prosperò fino agli anni '30. Quando scomparvero i regni del Portogallo e dell'Algarve, con l'istituzione della Prima Repubblica portoghese (1911-1926), l'Algarve raggiunse il rango di provincia.

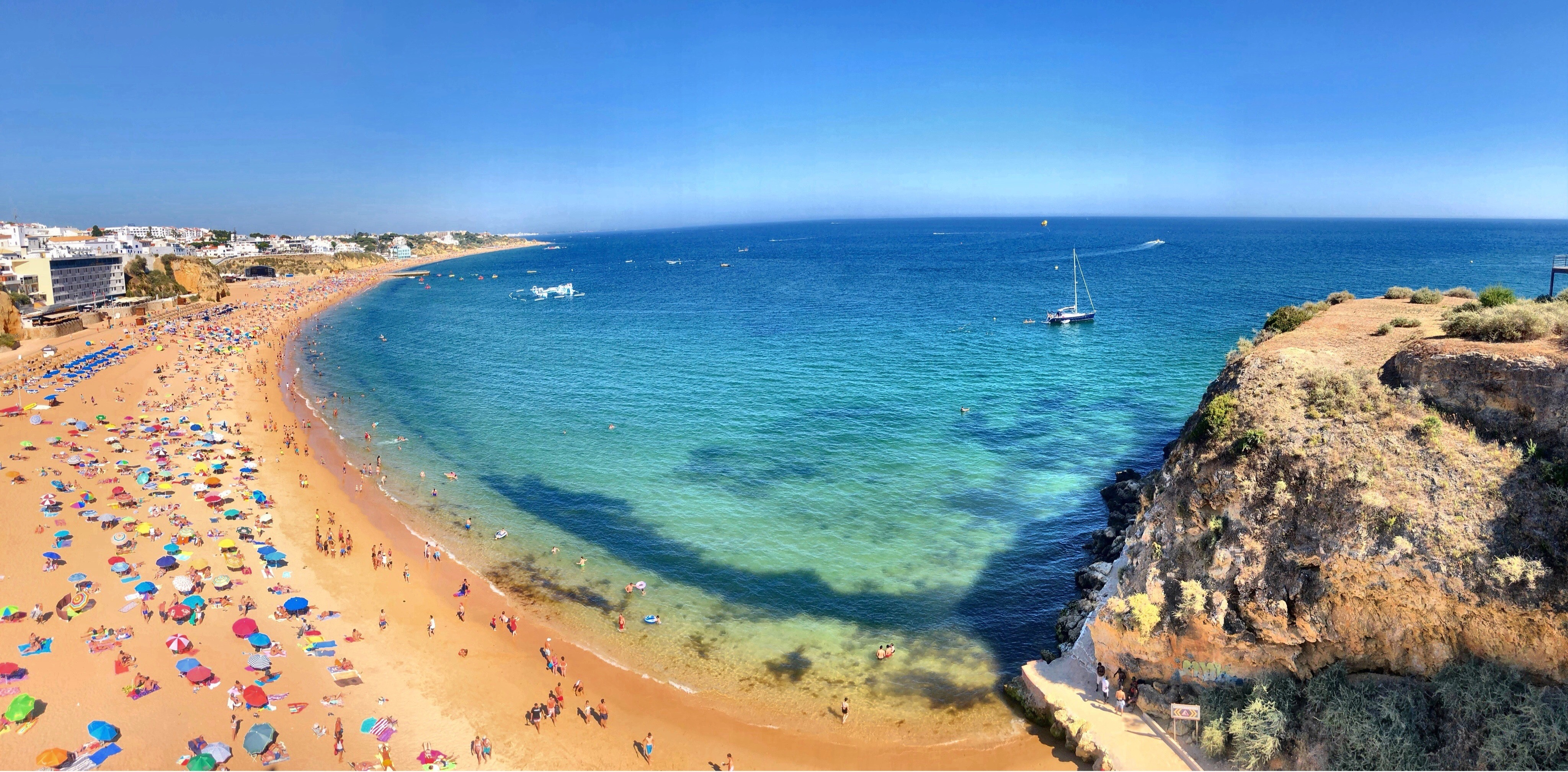
Praia do Peneco e Praia dos Pescadores ad Albufeira

Dagli anni 50, grazie allo sviluppo del settore turistico nel Mediterraneo, diverse zone dell'Algarve, anche grazie alla costruzione di nuove infrastrutture, divennero accessibili ai visitatori del Nord Europa. Sempre sulla scia di questo boom di stranieri giunti in loco, dal 1962 al 1966 e anche oltre gli alberghi giocano un ruolo secondario al contrario dei condomini, delle ville estese (alcune con campo da golf, molte con piscina) e dei complessi di villaggi turistici. Tuttavia, i servizi turistici si rivelarono impreparati a questo rapido cambiamento: la formazione di un'offerta di alloggio al di fuori del quadro della legislazione turistica e l'incapacità di regolamentazione pubblica dell'offerta turistica rappresentò una realtà fino agli anni 1990. All'inizio degli anni '60, Salazar attuò un programma che istituì una tassa sulle costruzioni turistiche, il Piano Regionale dell'Algarve (1963-1964). Tale disposizione normativa, adottata anche in altre regioni del Paese come Lisbona, andò in alcune aree rapidamente abrogata e fu infine abolita definitivamente dopo la caduta della dittatura nel 1974. In un clima per così dire caotico, l'industria del turismo riuscì comunque a raggiungere il ruolo di settore trascinante dell'economia locale. Partita come meta esotica tra gli anni '60 e '90, l'Algarve si è trasformata in una destinazione notissima entro il 2010.
Attualmente l'Algarve risulta una meta gradita ai turisti per le attrazioni storiche, culturali e paesaggistiche.

## Toponimo
Il termine Algarve deriva dal termine arabo al-Gharb (l'occidente, con riferimento all'al-Andalus), nome assegnato all'attuale Algarve e al basso Alentejo in epoca musulmana.
Nel XIII secolo, il Gharb al-Andalus si ridusse a una striscia di terra a sud del regno del Portogallo che includeva Silves come centro principale. Il nome al-Gharb, adattato alla fonetica e all'ortografia portoghesi, finì per riferirsi solo all'ultima regione sotto la dominazione moresca del Portogallo, che ora porta il nome di Algarve.

### Araldica

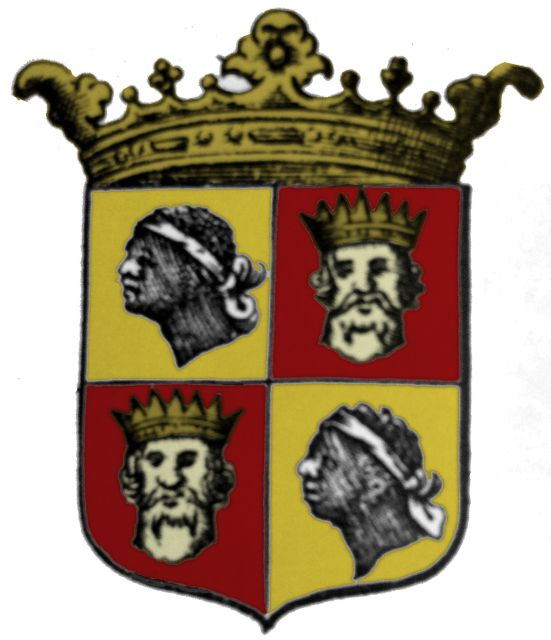
Stemma del Regno di Algarve

Lo stemma dell'Algarve è quello storico della regione, non godendo dunque di alcun riconoscimento amministrativo. Esso non trova pertanto utilizzo in occasioni pubbliche poiché l'attuale regione dell'Algarve non ha una bandiera o uno stemma ufficiale. Sulle insegne sono rappresentate per due volte le medesime figure, ovvero una testa che rappresenta un moro e un'altra un re. Le effigi appena menzionate compaiono in molti stemmi di città e comuni dell'Algarve, tra cui Albufeira, Silves, Portimão, Castro Marim, Tavira, ecc. L'attuale Commissão de Coordenação e Desenvolvimento Regional (Commissione per il coordinamento e lo sviluppo regionale) utilizza un semplice logo con le prime quattro lettere della commissione (CCDR) e le prime tre della regione (ALG).
Le insegne storiche dell'Algarve sono blasonate in siffatta maniera:

## Cultura

### Lingua
Il dialetto dell'Algarve è una variante del portoghese europeo parlato in Algarve. Strettamente legato al portoghese dell'Alentejo, è molto più di un semplice accento, in quanto nel Paese è conosciuto per i modi di dire a lui legate, alcuni dei quali particolarmente coloriti, vari proverbi e alcuni toponimi. Evidenti sono certe influenze derivanti dall'arabo, dal portoghese arcaico e della variante meridionale del castigliano. Fino alla fine del XX secolo risultava particolarmente diffuso, ma è divenuto meno comune tra le nuove generazioni, specie quelle vicine alla fascia costiera e ai principali centri urbani. Ad ogni modo, una percentuale consistente di persone dell'Algarve che vive all'interno o in comuni costieri non particolarmente frequentati si esprime ancora colloquialmente nel caratteristico dialetto.

### Monumenti e luoghi d'interesse

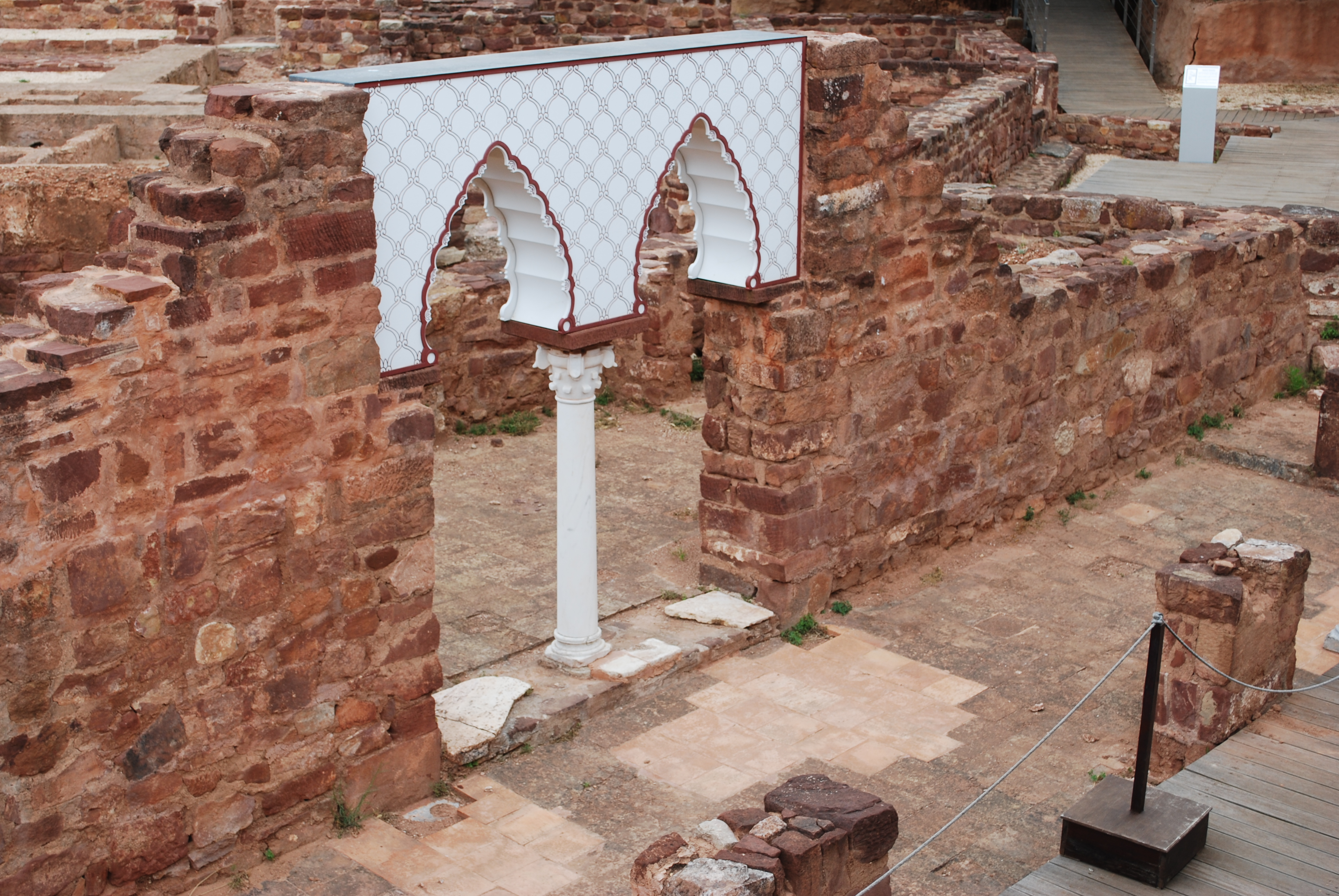
Ricostruzione della porta moresca del castello di Silves

I monumenti più famosi della regione risalgono a varie epoche assai distanti tra loro, le quali variano dall'epoca romana alla Reconquista passando per la parentesi moresca. Tra i diversi siti romani si possono citare le rovine della villa di Milreu o quelle di Cerro da Vila, un'antica villa romana, situata nel comune di Vilamoura. Costruita nella prima metà del I secolo d.C., si ipotizza che la villa fosse stata abitata da occupanti romani, visigoti e di epoca moresca. A Tavira, su un piccolo ruscello chiamato Gilão, si può ammirare un ponte di epoca romana a sette archi e lungo 87 m. La costruzione era stata realizzata lungo la strada che conduceva da Mértola a Faro. Nella regione esistono anche altri ponti della stessa fase storica, come quello di Silves o di Faro.

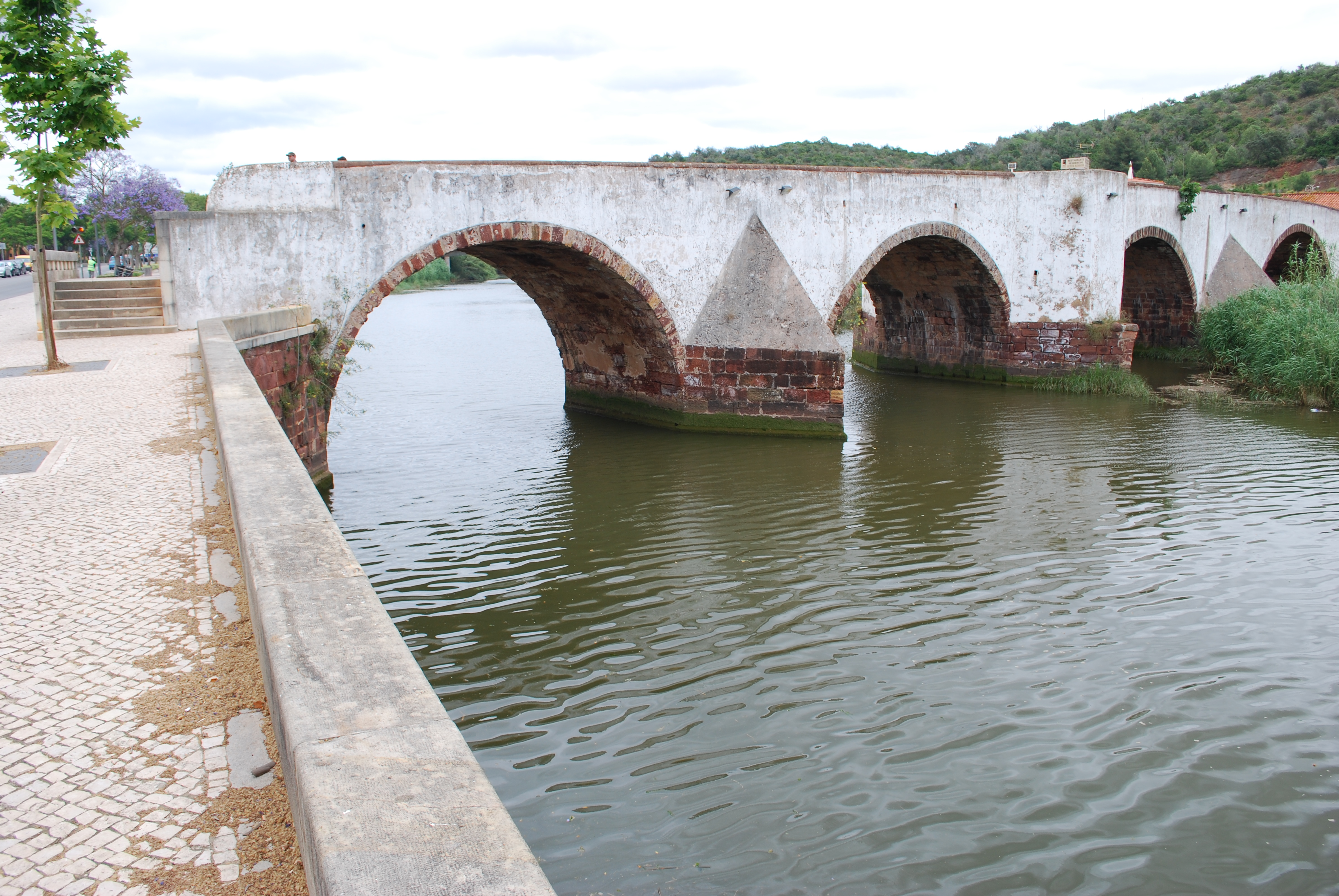
Ponte romano di Silves

Come detto, la dominazione musulmana lasciò numerose tracce sul territorio, specie in capo architettonico. Diverse costruzioni difensive furono edificate nel corso del periodo moresco: è il caso dei castelli di Aljezur, del X secolo, conquistati dai crociati nel XIII secolo, e di Paderne, costruiti nel secolo XII ed espugnati dai cristiani nel 1280. Il castello di Silves vide la luce nel XI secolo dai berberi almoravidi e appare la costruzione meglio conservata risalente a quel frangente storico e collocata nella regione. La città di Lagos possiede una fortificazione difensiva, anch'essa di epoca arabo-berbera, le cui mura furono costruite in quel periodo e poi ampliate nel XVI secolo. La loro funzione strategica raggiunse l'apice nel XV e XVI secolo, esaurendosi poi più tardi.
La Cruz de Portugal è un calvario costruito tra la fine del XV e l'inizio del XVI secolo, in stile gotico e presenta elementi dello stile manuelino. Si trova nella città di Silves, donata da Manuele I del Portogallo durante la sua visita alla città nel 1499 e collocata vicino al tribunale della città.

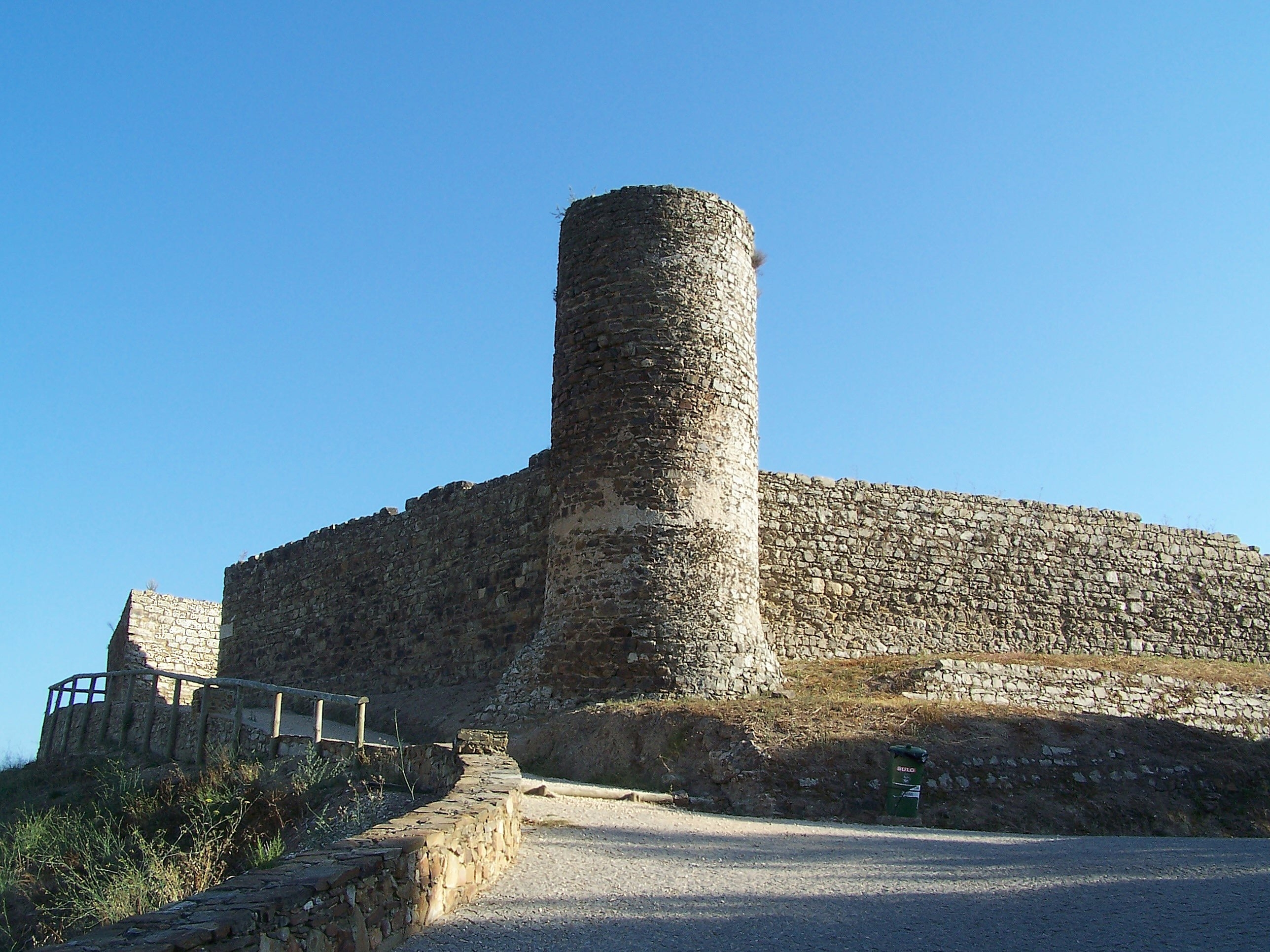
Castello di Aljezur

La fortezza di Sagres fu costruita su richiesta dell'Infante Henrique. Strategicamente situata tra il Portogallo e il Nord Africa per ragioni economiche e militari, si trova su Capo San Vincenzo. In generale, le costruzioni difensive, specialmente i castelli, risultano un'indubbia attrativa nell'Algarve. Tra i principali presidi si possono citare quello di Alcoutim, Aljezur, di Vila Real de Santo António, di Castro Marim, di Lagos, di Loulé, il già citato castello di Silves e quello di Paderne, situato ad Albufeira.

### Danza
Il corridinho, che ha qualche somiglianza con la polka e la mazurka, è la danza tradizionale dell'Algarve. Si tratta di forma di danza popolare portoghese la cui origine non appare chiara ed è ritenuta particolarmente atavica, malgrado la sua popolarità nasca nel 1800.

### Festività
Anche se Loulé ospita il più grande carnevale dell'Algarve, ogni città e insediamento minore ha una propria variante della festa. Di solito, questa inizia con una sfilata di bambini per le strade il primo giorno, dove i piccoli marciano, camminano o ballano con vestiti e maschere. La gente si riunisce nelle strade per applaudire i bambini e nella maggior parte dei piccoli centri urbani si susseguono balli ogni sera in aree circoscritte. Le danze iniziano presto e finiscono sul tardi, affiancato dalla musica in sottofondo che intrattiene persone di tutte le età. Le città e i paesi organizzano anche feste di strada, con ballerini locali, alcuni di appena 6 anni, vestiti con i loro costumi nazionali, che intrattengono tutti con i loro strumenti tradizionali e complicati passi di danza.

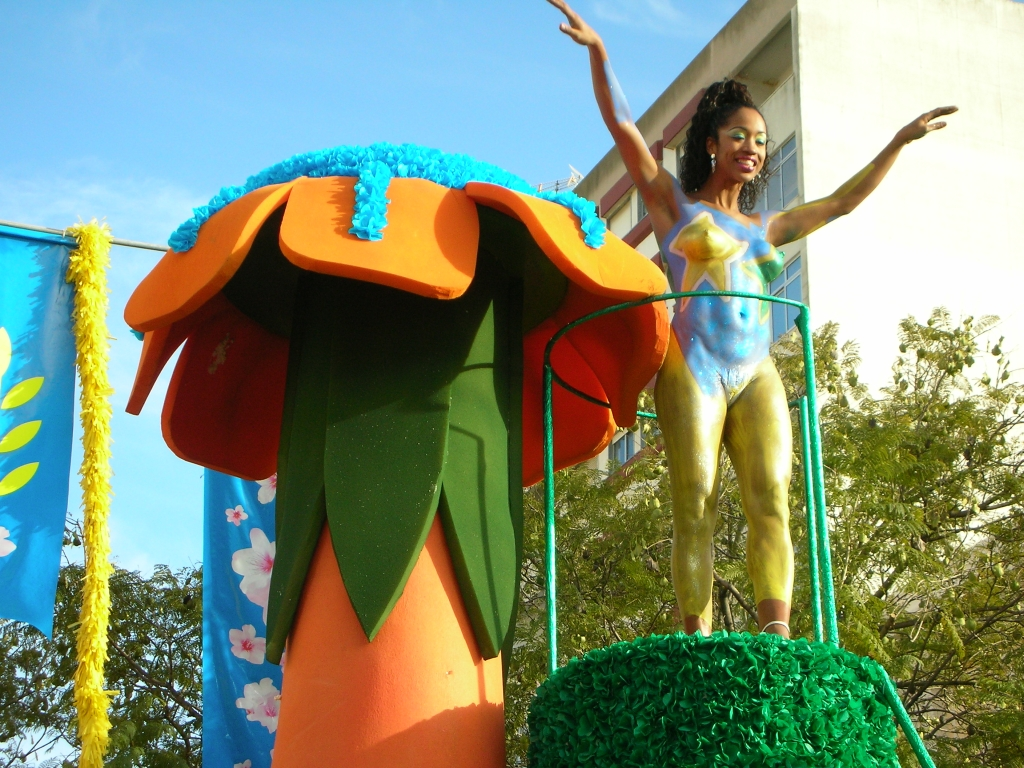
Carnevale di Loulé: la festività viene celebrata ogni anno nella regione dell'Algarve e molte città e paesi organizzano sfilate particolarmente apprezzate

Altri organizzano sfilate con musica, fanfare, carri e gruppi locali vestiti con tutti i tipi di costumi, dai più semplici ai più elaborati. Tutti si uniscono nel battere le mani e i piedi, dando vita a incessanti esclamazioni di giubilo, applausi e sorrisi. Delle caramelle e delle stelle filanti vengono lanciate verso la folla che si posizionata lungo le strade, la cui origine di questo gesto risale alla necessità di non fargli dimenticare che si sta vivendo un momento di festa e celebrazione. Nell'Algarve occidentale, il Barlavento, il carnevale di Odiáxere dura 5 giorni tra divertimento, sfilate e musica, ma anche Lagos e Sagres offrono molto divertimento durante le feste. Nell'Algarve centrale e orientale, il Sotavento, oltre al grande evento di Loulé, Quarteira, São Brás, Olhão, Moncarapacho, Tavira e Vila Real de Santo António organizzano tutte feste e corsos a modo loro, di dimensioni minori ma ugualmente vivaci e gioiose. Anche se i festeggiamenti in Algarve sono ora fortemente influenzati sullo stile della samba del Carnevale brasiliano, la vecchia tradizione di compiere scherzi è ancora presente. Le studentesse vestite alla moda girano per centri commerciali, bar, caffè e strade, cantando le loro canzoni satiriche sul governo, i politici e gli eventi mondiali.

### Istruzione

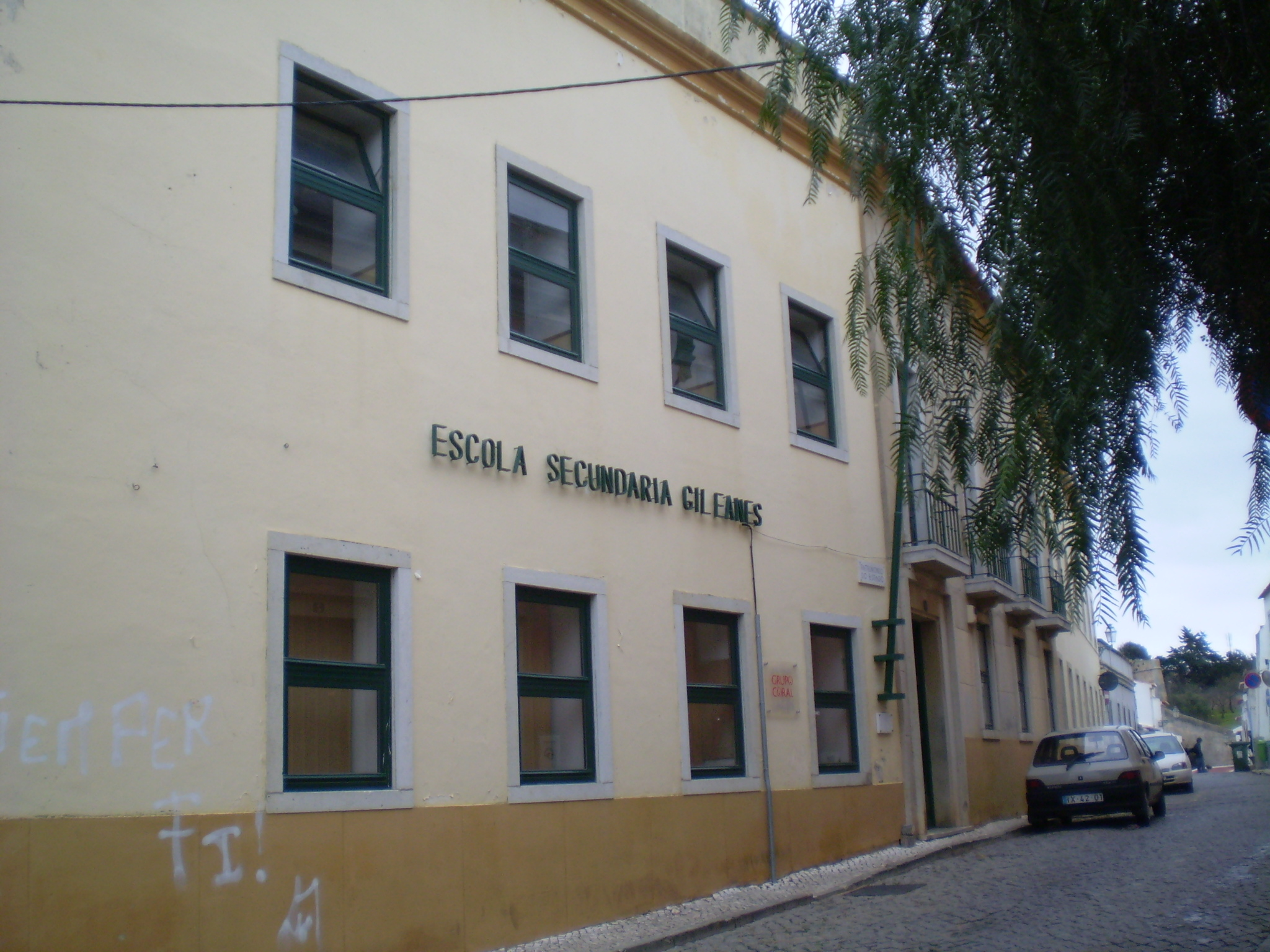
Scuola secondaria di Lagos

La regione ospita un'università statale a Faro, l'Università dell'Algarve. Fondata nel 1976, è composta da quattro campus: il Campus de Gambelas, Campus da Penha, Campus da Saúde (Faro) e il Campus de Portimão. L'ateneo accoglie quasi 10.000 studenti ogni anno, concedendo inoltre lavori a quasi 400 dipendenti pubblici. Composta da tre facoltà, ovvero Scienze e Tecnologie, Scienze umane e sociali ed economia, l'università comprende anche tre scuole di specializzazione che coprono i settori dell'istruzione, della comunicazione, dell'ingegneria gestionale, dell'ospitalità, del turismo e della salute.
Nella regione si trovano due scuole internazionali: la Escola Internacional do Algarve, con sede nella città di Lagoa e fondata nel 1972, e l'International School São Lourenço, localizzata ad Almancil e fondata nel 1979. Alla lingua portoghese, quella ufficiale della nazione, nelle scuole si insegna anche l'inglese, considerando il grande impiego che trova in ambito turistico.

### Musei
La regione gode di un'ampia rete di musei e di importanti siti di interesse culturale, ognuno dei quali è legato al suo passato culturale. La città di Faro ospita vari musei dedicati tra i tanti alla sinagoga, alla navigazione, ai ritrovamenti archeologici e all'etnografia. Lagos è sede del museo regionale, la città di Silves di un centro culturale dedicato all'archeologia e al sughero, uno dei prodotti più lavorati nel Portogallo meridionale. La regione è altresì sede di altri luoghi di cultura di rilievo secondario relativi all'arte, al vino e alla frutta secca.

### Gastronomia

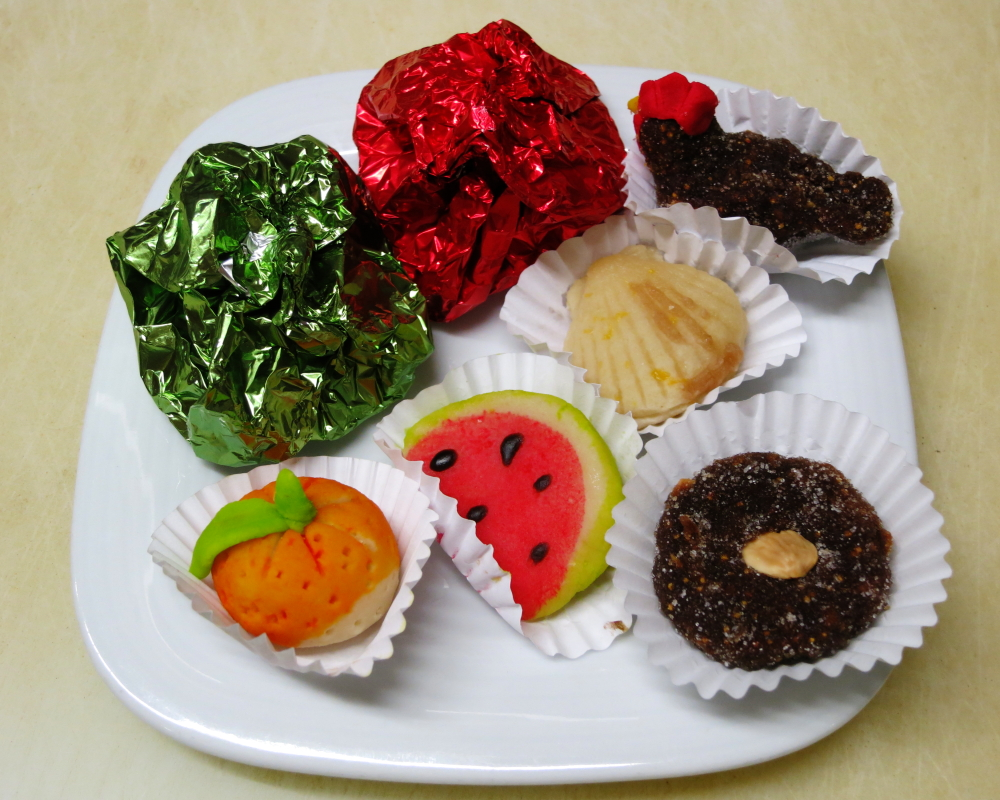
I Dom Rodrigo, tipici doces de amêndoa (dolcetti di marzapane) e dolci in pasta di fichi

La gastronomia dell'Algarve riflette diverse influenze della sua storia, con la presenza di elementi del periodo romano e moresco. Essa costituisce, insieme al clima della regione, uno delle principali attrattive per i turisti. Gli ingredienti utilizzati riflettono i sapori freschi del mare e gli aromi intensi e forti delle campagne interne. La gastronomia della regione è dominata dai frutti di mare e dal pesce di tutti i tipi, ma anche la frutta, secca e fresca, trova largo impiego nella panificazione e nei dolci, o come frutta da tavola. Fichi e mandorle sono tra i frutti tradizionali utilizzati sia in pasticceria che nei liquori. Dal riso "arroz de lingueirão" con cannolicchi di Faro, passando per le sardine alla griglia di Portimão e giungendo fino ai dolci "Dom Rodrigos" di Lagos, esistono piatti e prelibatezze di ogni genere. La città di Monchique è particolarmente nota per la sua produzione di carne di maiale, di cui sono prova i noti insaccati fatti con carne di maiale (salsiccia, morcela, farinheira e chouriço) e i prosciutti presunto, esposti ogni anno alla Feira dos Enchidos e alla Feira do Presunto, rispettivamente. Il prelibato aguardente de medronho (acquavite di bacche di corbezzolo) è prodotto in questa regione sia artigianalmente che industrialmente, risultando un'acquavite di frutta che gode di discreta fortuna nella regione. Anche i liquori realizzati con prodotti regionali sono altrettanto ricercati e includono la ginjinha (liquore di amarene) e l'amêndoa amarga (liquore di mandorle amare).

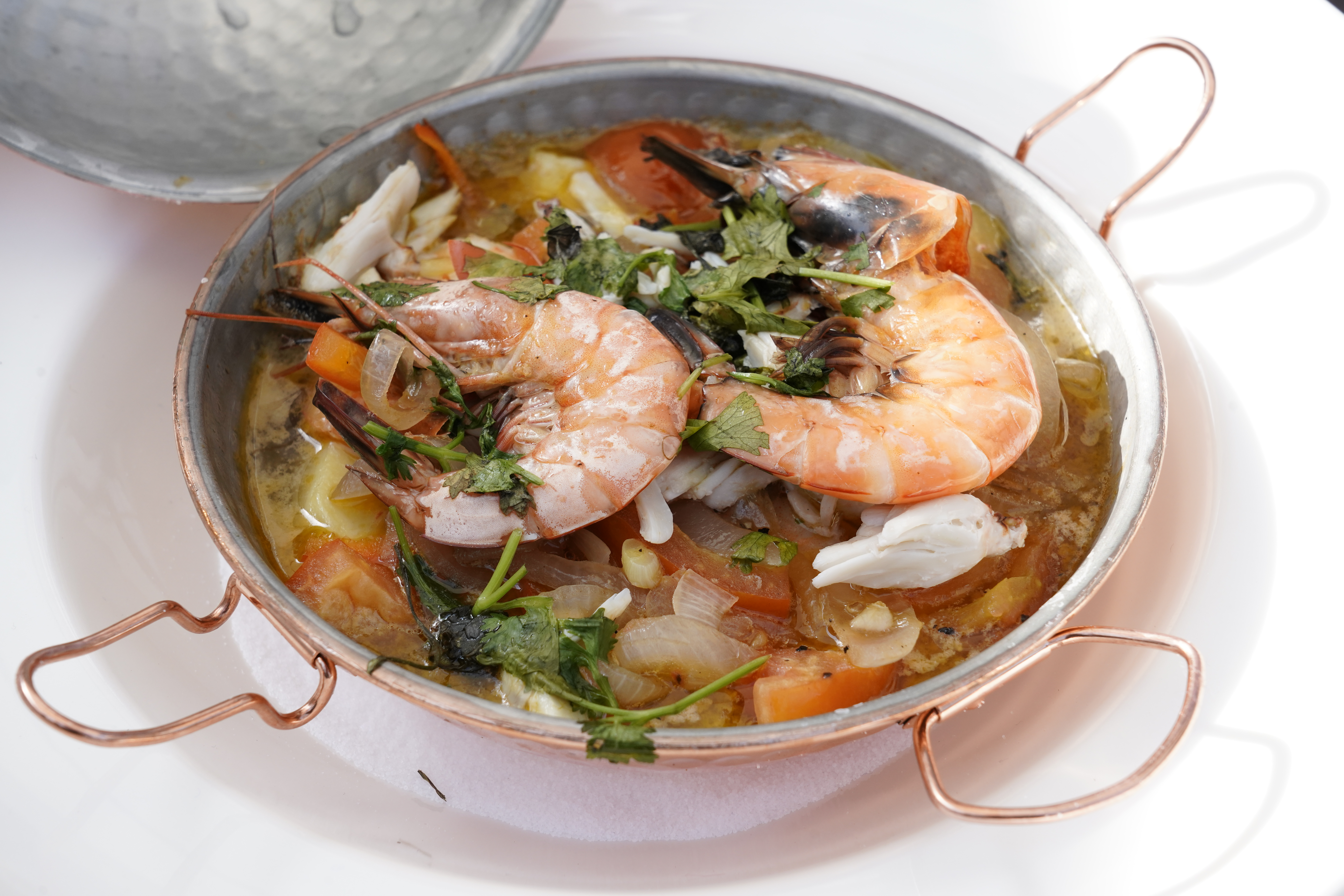
Una cataplana di mare esposta al World Heritage Cuisine Summit & Food Festival 2018: la cataplana è un recipiente per cucinare gli alimenti tipico dell'Algarve

Particolare è la cataplana, un metodo di cottura utilizzato nella regione che prevede l'impiego di un recipiente costituito da due parti metalliche concave, che si uniscono con una cerniera da una parte e si possono bloccare con un gancio sul punto diametralmente opposto. Non vanno inoltre dimenticati il frango de churrasco à la Guia, la caldeirada, il baccalà di tonno in 'stile Algarve', i calamari ripieni, i biscotti al marzapane e la zuppa xarém. Secondo alcuni, la carne de porco à alentejana, che prende il nome dalla vicina regione dell'Alentejo, avrebbe le proprie radici nella regione dell'Algarve perché le vongole sono molto più popolari come cibo nelle città di mare e negli insediamenti dell'Algarve piuttosto che in luoghi lontani dall'oceano. Nello specifico, il piatto potrebbe rappresentare un esempio di cucina fusion tra i piatti a base di carne di maiale dell'interno dell'Alentejo, dove l'allevamento di suini è comune, e i piatti a base di frutti di mare dell'Algarve costiero, dove abbondano i crostacei.

### Mass media
La regione riceve gli stessi canali TV del Portogallo continentale, ovvero RTP1, RTP2, SIC e TVI. Inoltre, sono disponibili anche canali locali, tra cui TV Algarve, Canal do Sul o anche Digital Mais TV. Sono in corso progetti di accessibilità alla visione degli stessi via streaming.
In ambito giornalistico, si segnalano quotidiani locali quali il Jornal do Algarve, Jornal Região Sul, il DiáriOnline Algarve o il  Barlavento. Sono inoltre reperibili quotidiani in lingua inglese rivolti alla vasta comunità di origine britannica, tra cui uno dei più famosi è l'Algarve Resident.

## Società

### Evoluzione demografica
Nel 2007, secondo il censimento dell'Instituto Nacional de Estatística (INE), la regione dell'Algarve aveva una popolazione di 426 386 abitanti, ovvero poco più del 4% della popolazione portoghese (10 356 117). Secondo una stima del 2020, la popolazione ammonterebbe a 437.970 abitanti, con una densità di 87,7 ab./km².
Secondo Eurostat, ente statistico europeo, la popolazione della regione aumenterà del 30% fino al 2030, grazie all'immigrazione. Una stima fornisce una popolazione di 564 000 abitanti nel 2030, ovvero il terzo aumento maggiore ipotizzato nell'UE dopo l'Irlanda e la Murcia, in Spagna.
Abitati censiti dell'Algarve

La popolazione dell'Algarve è in costante aumento da diversi anni. Nel 1900, la popolazione della regione ammontava a 257.378 abitanti che all'epoca rappresentava quasi il 5% della popolazione portoghese (5.423.132 abitanti). Durante il periodo dell'Estado Novo e soprattutto negli anni '60 e '70, la regione registrò un alto livello di emigrazione del 14%. Tuttavia, in seguito alla rivoluzione dei garofani avvenuta nell'aprile del 1974, 20 000 persone rimpatriarono e si stabilirono nella regione, portando la popolazione a 310 000 abitanti nel 1975 e incrementandola del 15% rispetto al 1970.
Il tasso di natalità stimato nel 2020 era pari al 9,9‰, quello di mortalità al 12,3‰, quello di crescita al -1‰. L'immigrazione risulta in gran parte responsabile dell'aumento della popolazione, con il tasso di crescita migratoria che si aggira intorno all'1,5‰. Secondo uno studio del Ministero della Salute portoghese, l'Algarve risulta la regione che ha registrato il maggior incremento demografico, con un aumento del 16%, tra il 1991 e il 2001. Lo stesso studio dimostra che circa il 17% della popolazione attiva dell'Algarve è costituita di stranieri e che le nascite da madri straniere sono aumentate da circa il 5% nel 2000 al 20% nel 2007.

### Comuni
| Comune                     | Superficie km2 | Popolazione abitanti |
| -------------------------- | -------------- | -------------------- |
| Albufeira                  | 140,57         | 53 752               |
| Alcoutim                   | 576,57         | 2 521                |
| Aljezur                    | 323,65         | 6 046                |
| Castro Marim               | 299,83         | 6 747                |
| Faro                       | 201,59         | 71 173               |
| Lagoa                      | 88,50          | 25 965               |
| Lagos                      | 212,84         | 37 962               |
| Loulé                      | 765,12         | 84 839               |
| Monchique                  | 396,15         | 4 979                |
| Olhão                      | 130,89         | 51 010               |
| Portimão                   | 277,20         | 71 060               |
| São Brás de Alportel       | 150,05         | 10 372               |
| Silves                     | 680,02         | 41 033               |
| Tavira                     | 606,98         | 28 417               |
| Vila do Bispo              | 178,99         | 5 722                |
| Vila Real de Santo António | 312,10         | 21 290               |

Tra i 16 comuni quello di Loulé è il più esteso della regione, con una superficie di 765,12 km²; questo comune e quello di Silves confinano con il vicino Alentejo e si affacciano sull'Oceano Atlantico. Il comune di Olhão è il più piccolo, avendo una superficie di 130,89 km². Solo tre comuni non hanno accesso al mare, ossia Monchique, São Brás de Alportel e Alcoutim. È il comune di Vila do Bispo a ospitare il punto più a sud-ovest d'Europa, Capo San Vincenzo (Cabo de São Vicente), nel freguesia di Sagres. Le tre città maggiori per numero di abitanti risultano Loulé (84.839 abitanti), Faro, il capoluogo (71 173), e Portimão (71 060).

### Religione

#### Cattolicesimo

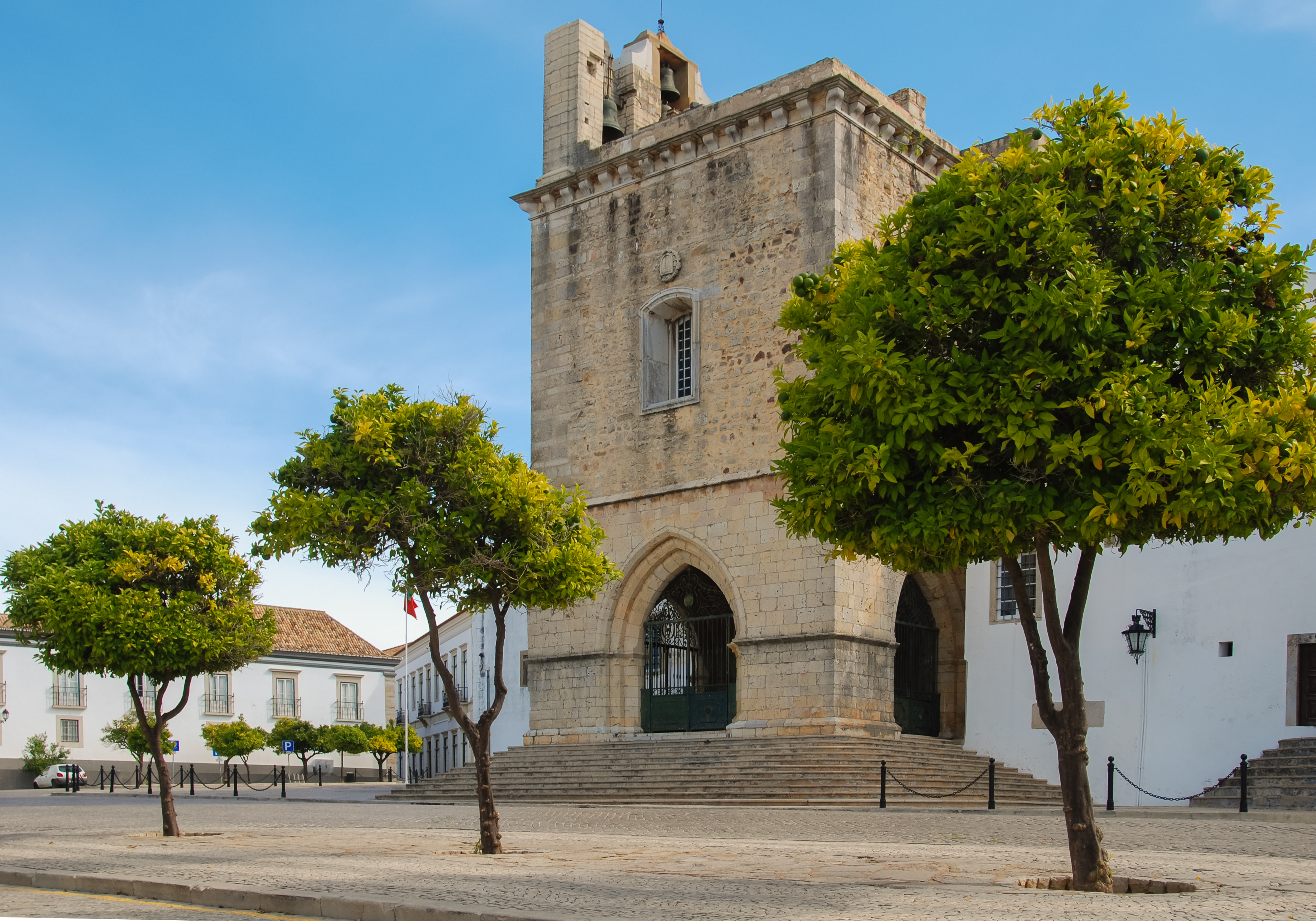
Cattedrale di Faro

La prima sede della diocesi dell'Algarve fu la città romana di Ossónoba, oggi Faro, di cui, nel 304, il vescovo Vincenzo fu il primo prelato di cui si ha notizia. La sua esistenza è testimoniata dalla partecipazione al Concilio di Elvira del 15 maggio 304. Durante le dominazioni visigota e musulmana, i vescovi continuano a mantenere la diocesi. Nel 1189, in seguito alla conquista di Silves da parte di Sancho I del Portogallo, la diocesi di Ossonoba tornò a esistere prima di affrontare di nuovo la soppressione nel 1191, in concomitanza con l'avanzata delle forze degli Almohadi. Durante il periodo di occupazione musulmana, la religione cristiana soffrì di momenti di restrizione della propria libertà alternata a fasi di tolleranza. Il restauro definitivo della diocesi fu effettuato su iniziativa di Alfonso X di Castiglia nel 1251. La diocesi venne in seguito ricreata nella dipendenza della cattedrale di Siviglia, assorbendo più tardi pure quella di Braga. Nel 1394, la metropoli ecclesiastica, Silves, passò sotto il patriarcato di Lisbona, e non rimase più sotto l'arcidiocesi di Braga.
I vescovi dell'Algarve rimasero a Silves fino al XVI secolo: la posizione della città all'interno della regione e il progressivo insabbiamento del fiume contribuirono al declino dell'insediamento. Il prelato algarvo chiese al re e al papa di cambiare l'ubicazione della cattedrale, al fine di collocarla più vicina alla costa. Con la bolla papale Sacrossancta Romana Ecclesia del 20 ottobre 1539, Paolo III autorizzò il trasferimento e re Giovanni III procedette all'elevazione della città costiera di Faro, che a quel tempo conobbe una forte crescita economica e demografica tale da consentirle di raggiungere il rango di "città". Nel 1540, l'Algarve divenne una diocesi dipendente dall'arcidiocesi di Évora, una situazione tuttora rimasta immutata. Tuttavia, il ritorno del vescovo nella cattedrale di Faro non avvenne fino al 30 marzo 1577, quando il prelato umanista e teologo, Jérôme Osorio, fu ordinato.
Tra le principali chiese cattoliche in Algarve si annoverano la Cattedrale di Silves, la chiesa di São Bartolomeu de Messines, sempre a Silves, la chiesa di Estômbar a Lagoa, la chiesa di Luz de Lagos, la chiesa della Misericórdia de Tavira, la chiesa di Santa Maria do Castelo, sempre a Tavira, la chiesa di San Sebastiano di Lagos, le chiese di Santa Bárbara de Nexe a Faro, del Carmelo, il convento di Sant'Antonio dei Cappuccini, il convento de Nossa Senhora da Assumpção, tutte e tre collocate a Faro così come la sontuosa cattedrale cittadina in stile gotico, oltre alla chiesa dell'Ordem Terceira do Carmo a Tavira.

#### Ebraismo

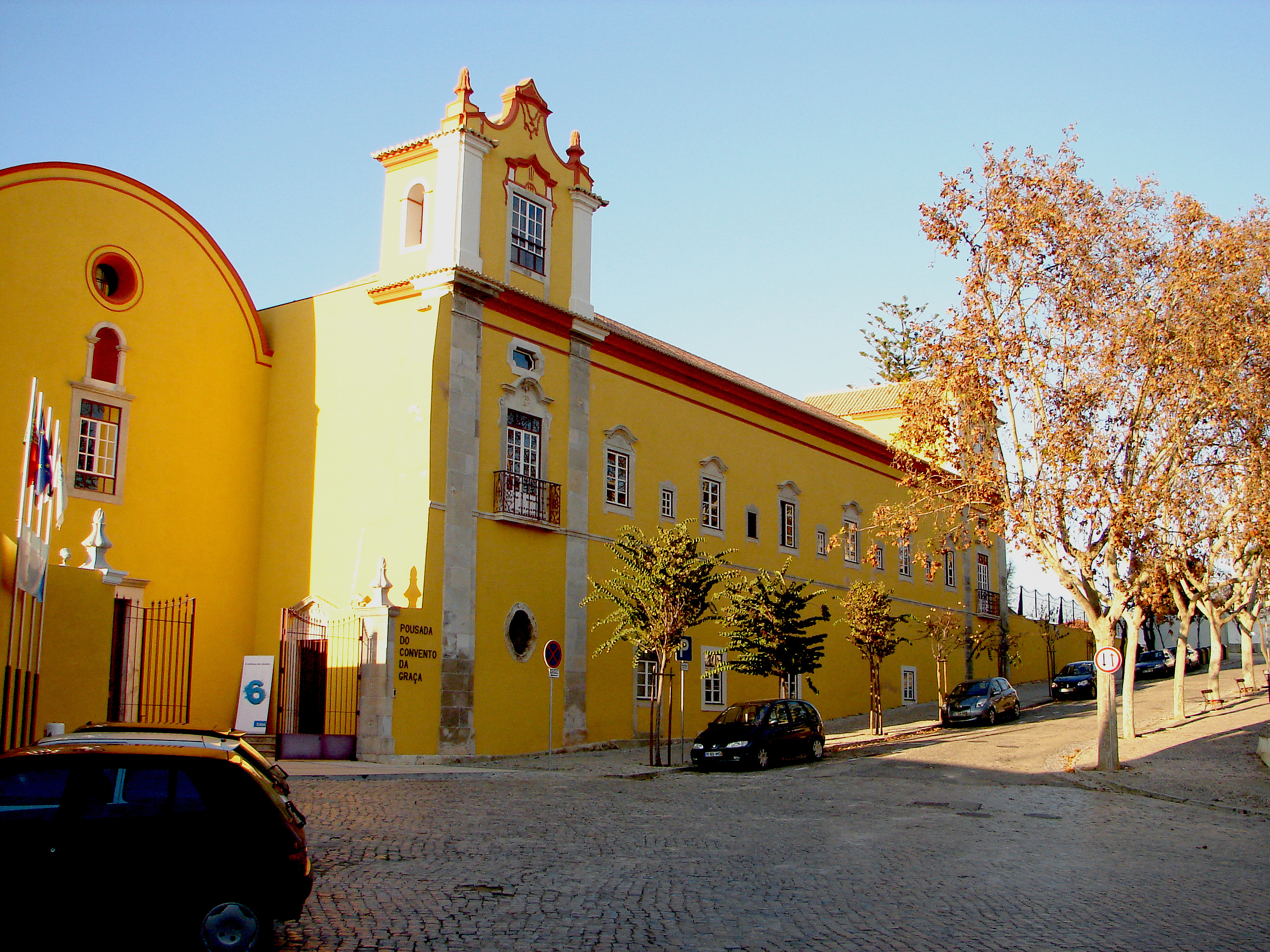
Pousada da Enatur, ex convento da Graça. In passato questo luogo era una sinagoga

Durante il periodo medievale, la capitale, Faro, aveva un quartiere ebraico noto per essere la culla della stampa in Portogallo perché, nel 1487, Samuel Gacon vi stampò e pubblicò il Pentateuco in ebraico.
Manuele I del Portogallo si dimostrò favorevole alla presenza dei semiti, ma dovette cambiare rapidamente la sua politica per compiacere i re cattolici e applicare una delle clausole del suo contratto di matrimonio con Isabella d'Aragona, che divenne l'erede al trono di Spagna dopo la morte di suo fratello Giovanni. Secondo questa clausola, tutti gli abitanti del Portogallo dovevano essere cristiani. Un decreto di espulsione fu emesso il 5 dicembre del 1496. Non volendo che gli ebrei se ne andassero, il re li obbligò a convertirsi. In cambio, a questi nuovi cristiani si promise che nessuna indagine sarebbe stata condotta sulla loro vita privata in un periodo di tempo determinato e successivo al loro cambio di fede. Per tutto il regno di Manuele I, coloro che lo desideravano poterono così continuare a praticare clandestinamente il loro antico culto senza il rischio di subire delle sanzioni da parte delle autorità. Tuttavia, nel 1542, la sinagoga di Tavira andò parzialmente distrutta e sostituita dalla chiesa di Nostra Signora delle Grazie. Questo decreto del 1496, tuttavia, spaventò gli ebrei e fu solo nell'Ottocento che tornarono nella zona di Faro, contribuendo alla crescita del commercio locale.

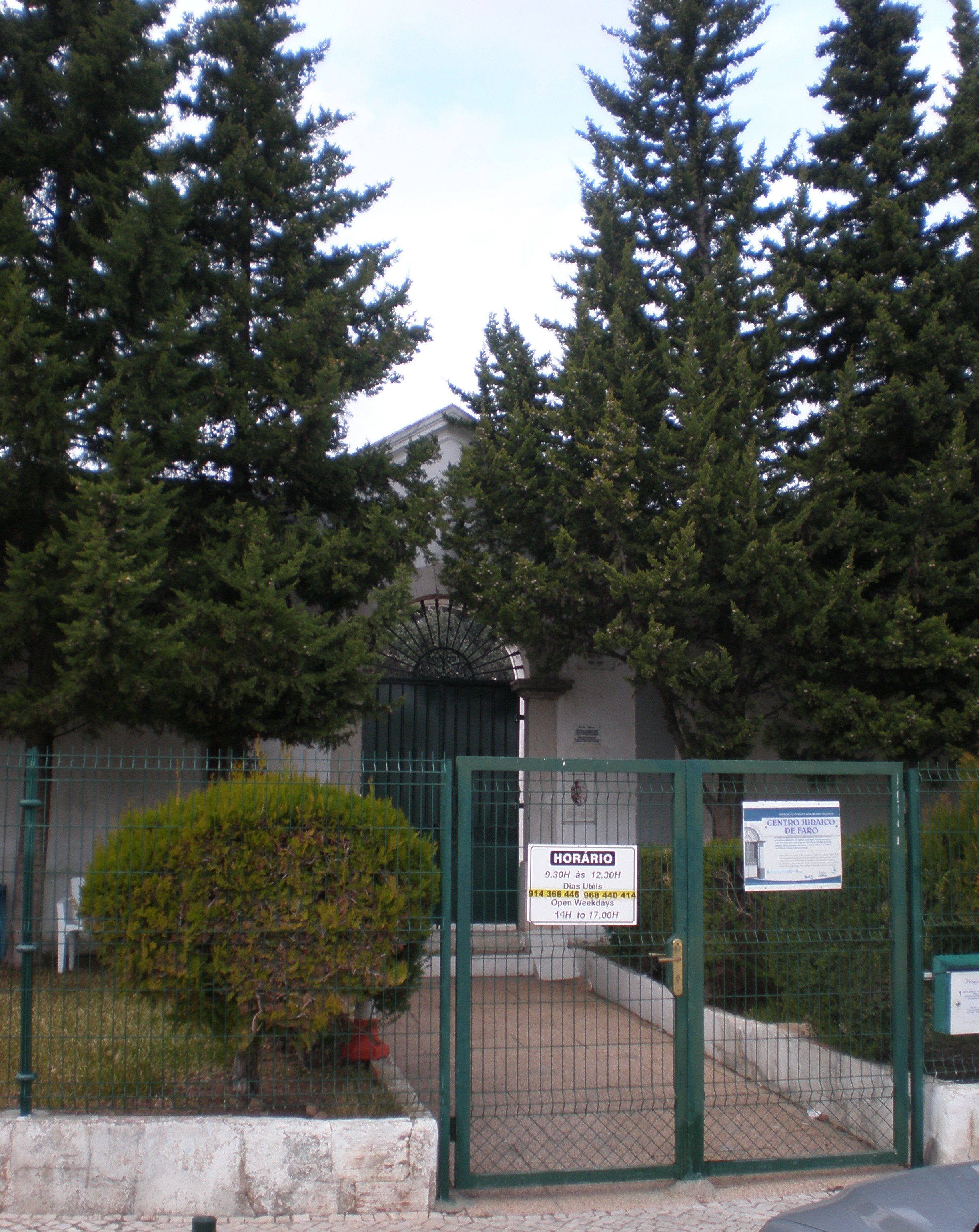
Ingresso al cimitero

In concomitanza con il ritorno degli ebrei, intorno al 1830, a Faro furono costruite due sinagoghe e un cimitero ebraico. Il terreno su cui sorgeva finì acquistato nel 1851 da Joseph Sicsu, Moises Sequerra e Samuel Amram, mentre la muratura vide la luce nel 1887, come ricordato dall'iscrizione all'ingresso. All'inizio del Novecento, una fetta della comunità lasciò l'Algarve per stabilirsi a Lisbona. La religione ebraica era venuta con il tempo meno, considerato l'assorbimento dei semiti rimasti in Algarve alla popolazione locale è tenuto conto dei decessi di vari membri della comunità. Il cimitero fu abbandonato nel 1932 dopo un'ultima sepoltura e sopravvivono solo due sinagoghe.
Il Centro Storico Giudaico di Faro assunse nuova vita il 12 settembre 1978, quando il sito ricevette lo status di Imóvel de interesse público. Il cimitero andò completamente rinnovato nel 1992 in stile pombalino e nuovamente inaugurato il 16 maggio 1993 alla presenza del Presidente della Repubblica portoghese dell'epoca, Mário Soares. Il 3 giugno 2007 aprì i battenti il museo della sinagoga Isaac Bitton. In esso si possono ammirare libri, documenti, fotografie e altre informazioni relative alla storia del Centro Storico Giudaico di Faro e a quella degli ebrei dell'Algarve in generale. La religione ebraica non è più viva nella regione e, a parte il cimitero della sinagoga, non sopravvivono luoghi di culto ebraici nella regione.

#### Islam

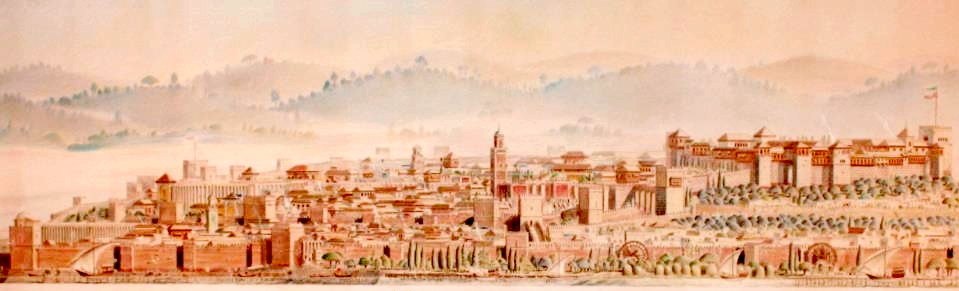
Rappresentazione di Xelb, oggi Silves, del 1230, con la sua moschea al centro, le mura e il castello

L'arrivo dell'Islam nella regione seguì l'invasione dei Mori nel VIII secolo e andò ad affiancarsi al credo cristiano seguito nella regione. I nuovi conquistatori, che contavano non più di qualche migliaio di persone, si stabilirono nella regione dell'Algarve e, più in particolare, a sud del Tago.

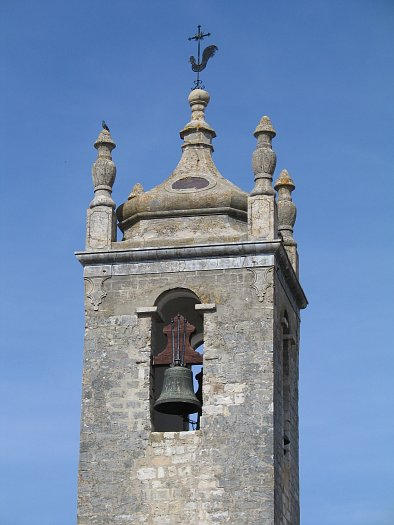
Il vecchio minareto della moschea di Loulé, ora campanile della chiesa

Oltre al proprio culto, i mori portarono con sé la loro lingua, ovvero l'arabo. La conversione della popolazione locale si rivelò lenta, il che forse spiega l'assenza di un'élite di studiosi. Durante i primi due secoli di presenza dell'Islam in Algarve, il passaggio alla "nuova fede" avvenne in maniera capillare, ma solo all'inizio del XI secolo la religione musulmana divenne la confessione dominante. L'islam fu abbandonato a seguito della Reconquista e le moschee dell'antica Gharb al-Ândalus andarono distrutte o convertite in chiese cattoliche. La chiesa di Loulé è costruita sul sito esatto di un'antica moschea e il campanile fu realizzato soppiantando il vecchio minareto. Nel 2001 si portarono alla luce le fondamenta di una moschea a Aljezur che fu verosimilmente costruita intorno agli anni 1130 e abbandonata nel 1150.
Oggi la religione musulmana è di nuovo presente nella regione, con i credenti che provengono essenzialmente da ex colonie portoghesi quali la Guinea-Bissau, il Marocco, il Mozambico e l'India. La regione ospita quattro moschee, situate rispettivamente a Faro, Albufeira, Armação de Pêra e Portimão, nonché una sala di culto a Quarteira.

## Economia
Nel 1685, tutti i porti della regione esportavano solo il 3,2% e importavano solo il 2,9% delle merci del Paese, mentre il porto di Lisbona importava il 75% e ne esportava il 77%.

### Agricoltura

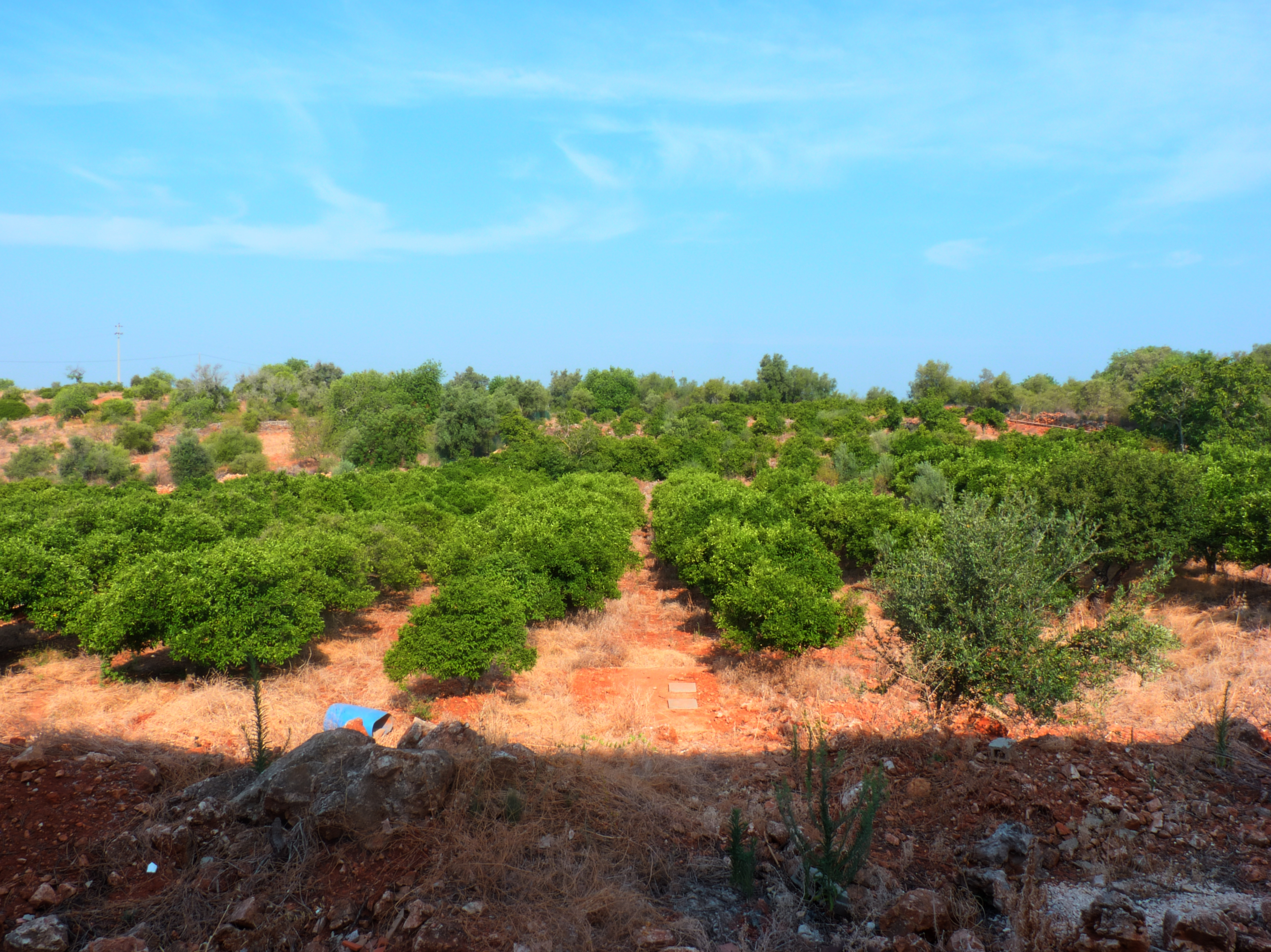
Aranceti vicino a Silves

Oggi l'Algarve è una regione prevalentemente impegnata nel turismo e nel settore primario, con i principali prodotti agricoli che risultano i fichi, le mandorle, le arance, le carrube, i corbezzoli e le querce da sughero per la produzione di sughero. Anche l'orticultura e la viticoltura sono ampiamente praticate nella regione, con il risultato che, tra i vari vini disponibili, quattro di essi vantano una denominazione DOC (Denominação de Origem Controlada), ovvero il Lagoa, il Lagos, il Portimão e il Tavira. Invero, analizzando la storia dell'Algarve, sin dall'epoca romana, se non da prima, l'agricoltura ha avuto un posto importante nell'economia. Nel 1970, il settore primario rappresentava il 29% del PIL della regione (3.431 milioni di escudo portoghesi) e il 3% dell'intero Portogallo continentale. A quel tempo, quasi il 45% della popolazione attiva operava in ambito agricolo, ovvero circa 45.000 lavoratori. Un altro dato particolarmente interessante riguardava la produzione di frutta, pari al 40% della produzione nazionale. All'alba del terzo millennio, il settore primario rappresentava il 4,6% del PIL.

### Pesca e conservifici
La pesca e l'acquacoltura sono attività ben note nelle regioni costiere dell'Algarve, che riguardano sardine, sogliole, carpe, orate e vari frutti di mare. I comuni maggiormente coinvolti nella pesca sono Olhão, Tavira, Portimão e Vila Real de Santo António. La prima si basa sullo sviluppo di diverse fabbriche conserviere che hanno svolto un ruolo importante nell'economia locale durante il periodo dell'Estado Novo (1933-1974). Dalla fine del Novecento si è sviluppato un movimento di protesta in chiave ecologista volto a richiedere la chiusura di queste fabbriche.

### Artigianato

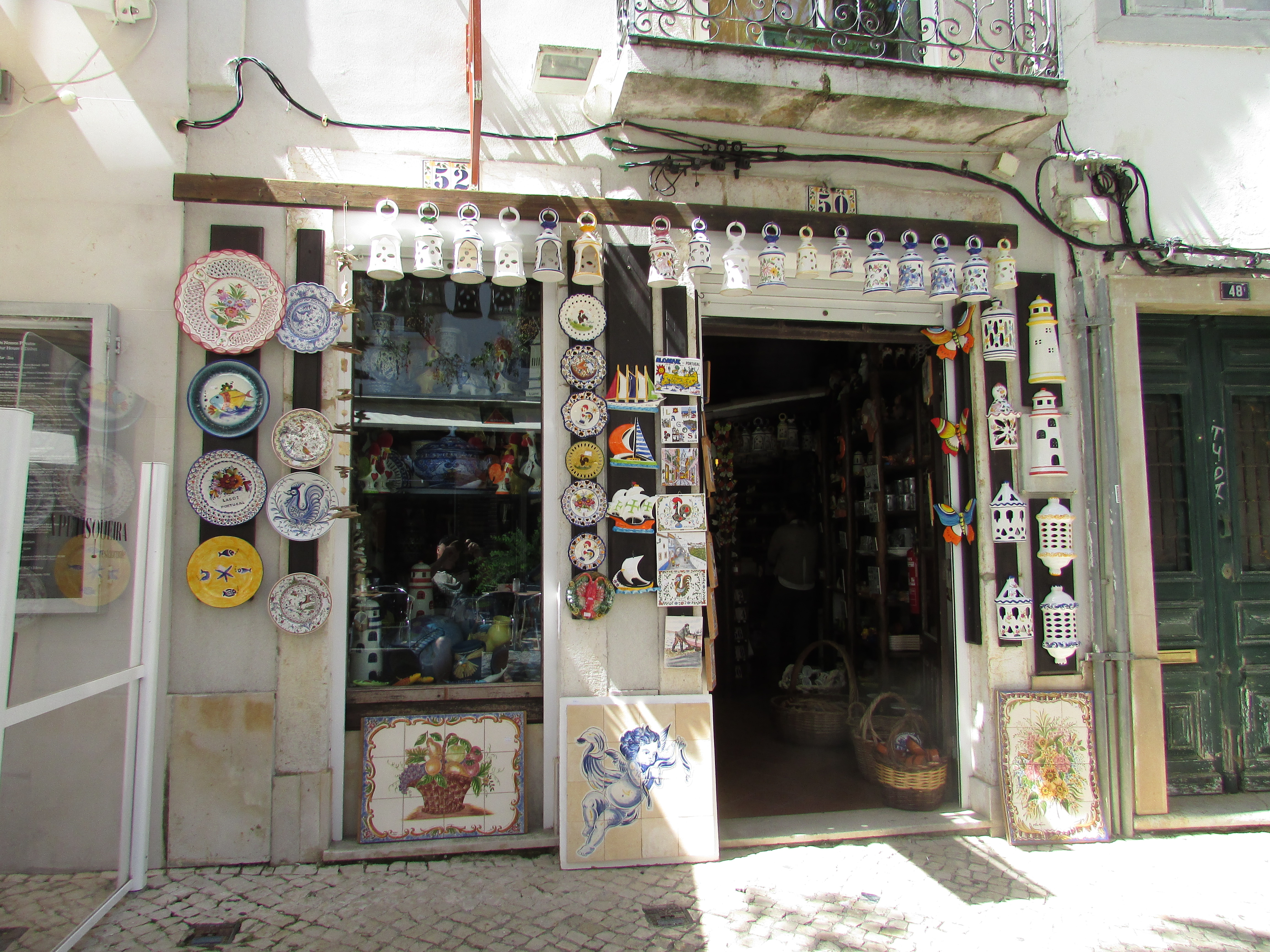
Negozio di ceramiche e vasellame dell'Algarve a Lagos

L'Algarve è anche famosa per il suo vasellame e le sue ceramiche, in particolare quelle dipinte a mano e gli azulejos, ovvero delle piastrelle in ceramica dipinta e smaltate a stagno. Numerosi punti vendita di ceramiche e vasellame sono aperti in tutto l'Algarve, comprese alcune ceramiche fondate da artisti stranieri interessati ai segreti dell'antica tradizione. Per quanto riguarda i principali laboratori di ceramica, i maggiori o comunque i più noti si trovano ad Almancil, Loulé, Porches e Silves, ma molte strutture sono dispiegate in tutta la regione dell'Algarve. Altre attività commerciali che riguardano il settore dell'artigianato locale sono l'"empreita", ovvero oggetti realizzati con rametti di palma arrotolati nelle forme più svariate, e la cesteria, la quale trova applicazione nell'intrecciamento di canne e oggetti di vimini.

### Turismo

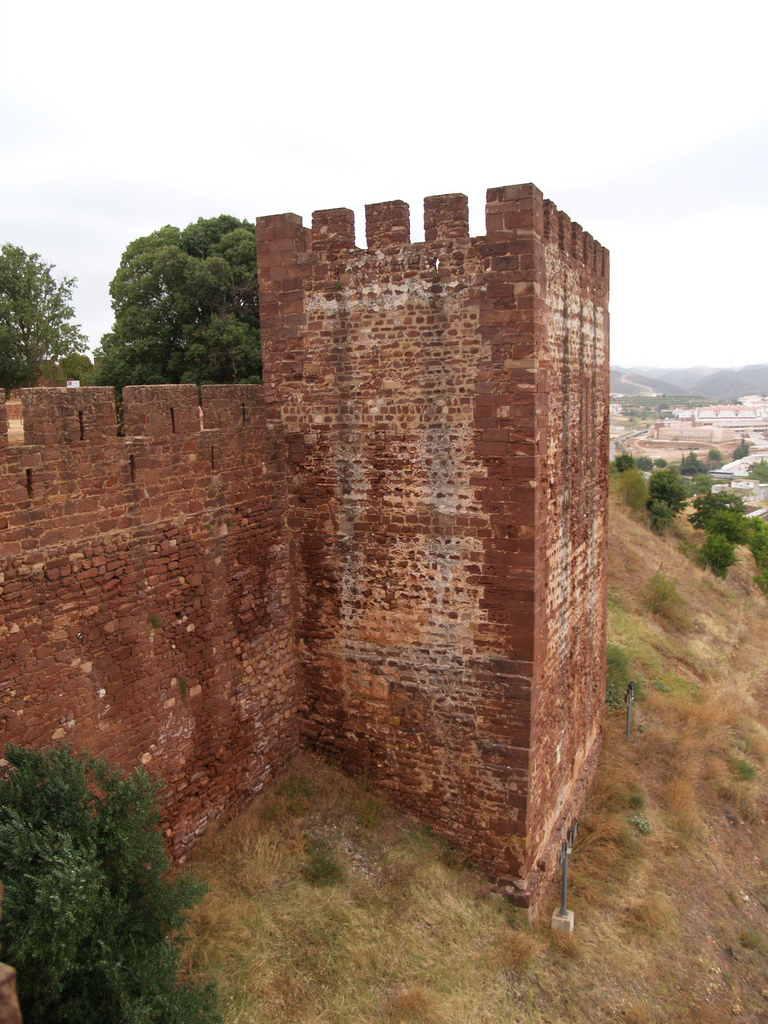
Castello di Silves

Il turismo costituisce la principale risorsa economica della regione. Grazie alle sue spiagge e al clima mediterraneo, l'Algarve è diventata, dagli anni '60, una destinazione molto popolare per i turisti stranieri, principalmente provenienti dalla Gran Bretagna (il 56,7% dei turisti britannici in Portogallo sceglie questa destinazione, contro il 16,4% della zona di Lisbona). Il clima mite dell'Algarve attira i nordeuropei, specie gli scandinavi, che desiderano godere del caldo tipico della stagione estiva, ma la destinazione è frequentata altresì da portoghesi, spagnoli (17,2% dei turisti iberici in Portogallo nel 2017), tedeschi (26,7% dei turisti tedeschi in Portogallo), francesi, olandesi e irlandesi. La regione ha ricevuto il 20% dei turisti che soggiornano in Portogallo nel 2017, di cui il 27% era portoghese e il 73% straniero. Nella statistica dei non lusitani che giungono in regione sono inclusi coloro che possiedono delle seconde case, un'abitudine abbastanza diffusa localmente. Oltre alla bellezza delle sue spiagge, l'Algarve ha investito nella creazione di una rete di campi da golf. Le spiagge dell'Algarve si estendono da Praia da Marinha ad Armação de Pêra, ma esiste anche un celebre centro termale chiamato "Caldas de Monchique".
Nel 1970, grazie al turismo, il settore terziario rappresentava il 52% del PIL della regione, il 3% dell'intero Portogallo continentale, impiegando quasi il 29% della popolazione attiva, ovvero circa 30.000 lavoratori. All'alba del terzo millennio, il settore terziario ha raggiunto l'83,5% del PIL della regione. Nel marzo del 2007, il ministro dell'Economia, Manuel Pinho, ha annunciato la creazione del progetto Allgarve nell'ambito di una promozione strategica dell'Algarve come destinazione turistica per visitatori stranieri.
Dopo lo scoppio della pandemia di COVID-19, il numero di visitatori è inevitabilmente calato, compromettendo gli introiti degli anni precedenti. Per evitare che la presenza di turisti stranieri possa accrescere la portata del fenomeno sanitario sono state imposte delle restrizioni più o meno severe a seconda della località di provenienza.

#### Criticità

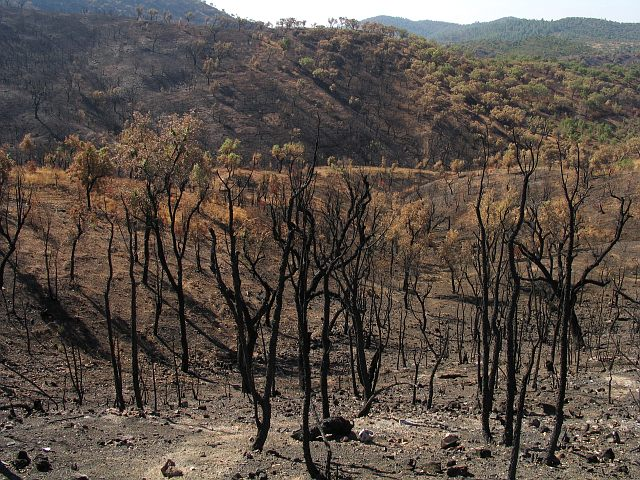
Incendio boschivo nella regione (2005)

L'urbanizzazione si concentra principalmente sulla costa, mentre l'interno rimane piuttosto rurale e ospita molte aree forestali. La regione è minacciata ogni anno da incendi boschivi: nell'estate del 2003 sono stati dichiarati non meno di cinque vasti roghi, di cui almeno tre di origine dolosa. L'urbanizzazione costiera è il risultato del turismo di massa emerso negli anni Sessanta. Le prime critiche contro questa urbanizzazione si manifestarono solo negli anni Ottanta, quando crebbero le perplessità sulla crescente antropizzazione della regione.

## Trasporti e comunicazioni

### Trasporti aerei

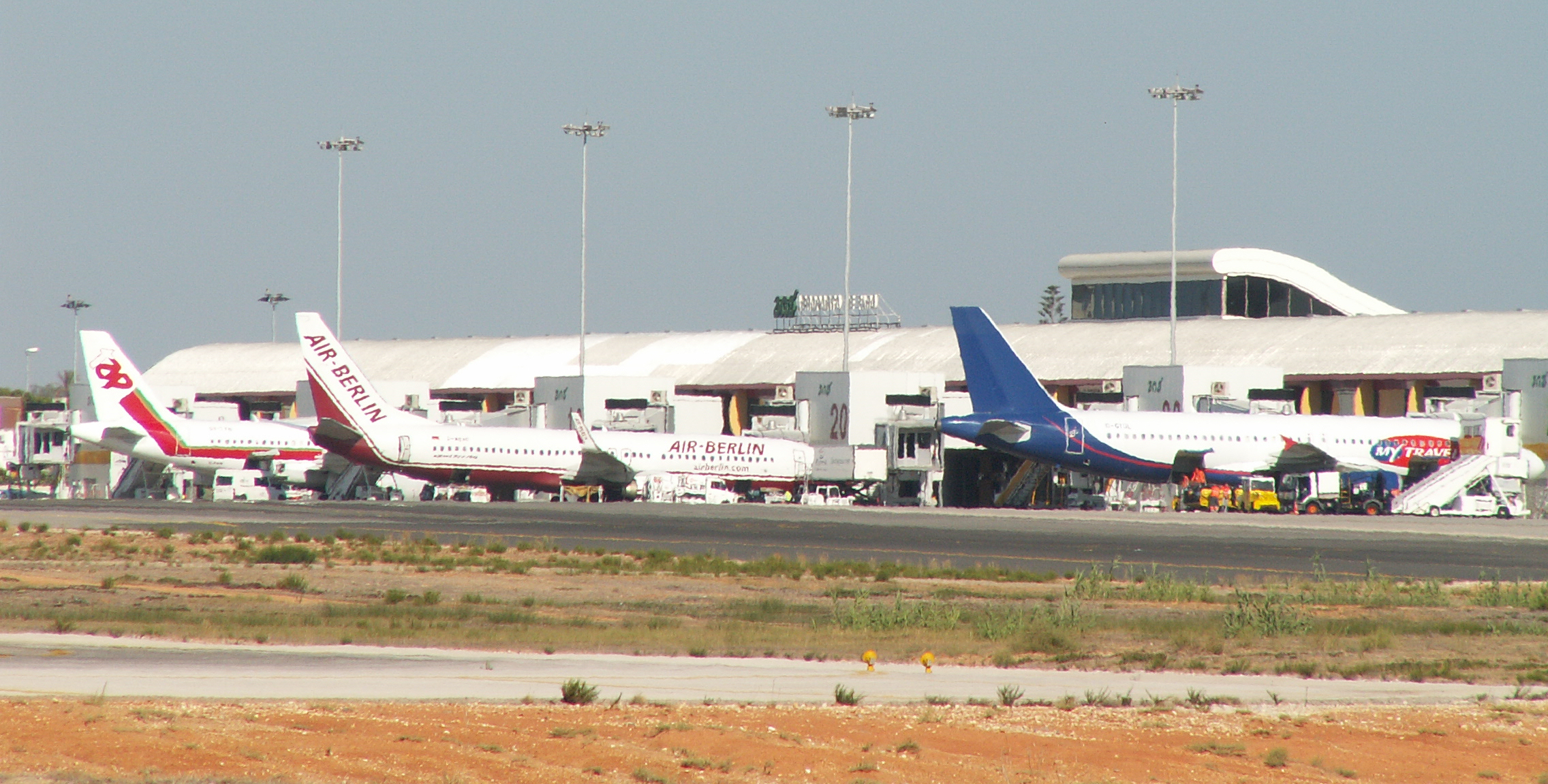
Aeroporto internazionale di Faro

L'aeroporto di Faro si trova a 9 km dalla città. Aperto al traffico l'11 luglio 1965, attualmente è il terzo aeroporto portoghese in termini di traffico dietro quello di Lisbona e di Porto. Nel 2019, l'aeroporto ha superato il traguardo dei 9 milioni di passeggeri annuali, con la maggior parte del traffico diretto verso altre città dell'Europa. Attualmente due compagnie aeree vi mantengono una base operativa, ovvero Ryanair e TAP Air Portugal. Tra il 2011 e il 2013 sono stati eseguiti lavori di ristrutturazione per l'ampliamento e la riqualificazione del terminal aereo, allo scopo di aumentare il numero di voli, creare nuovi parcheggi per aerei e aumentare la capacità di accoglienza da 2 400 a 3 000 clienti per volta.

### Trasporti su rotaia
La regione ha due linee ferroviarie: la prima, la Ferrovia del Sud, permette di raggiungere la capitale portoghese attraverso le stazioni di Campolide e la stazione algarva di Tunes. Quest'ultima risulta la seconda linea ferroviaria più importante del paese, subito dopo quella del Nord. Il 13 settembre 1954 si verificò un incidente dalle vaste proporzioni sui binari in Algarve che provocò più di 30 morti e 50 feriti. Un'ulteriore rete ferroviaria, di carattere locale, è la ferrovia dell'Algarve, che attraversa la regione da ovest a est, collegando le città di Lagos e di Vila Real de Santo António lungo 139,5 km di binari.

### Rete stradale

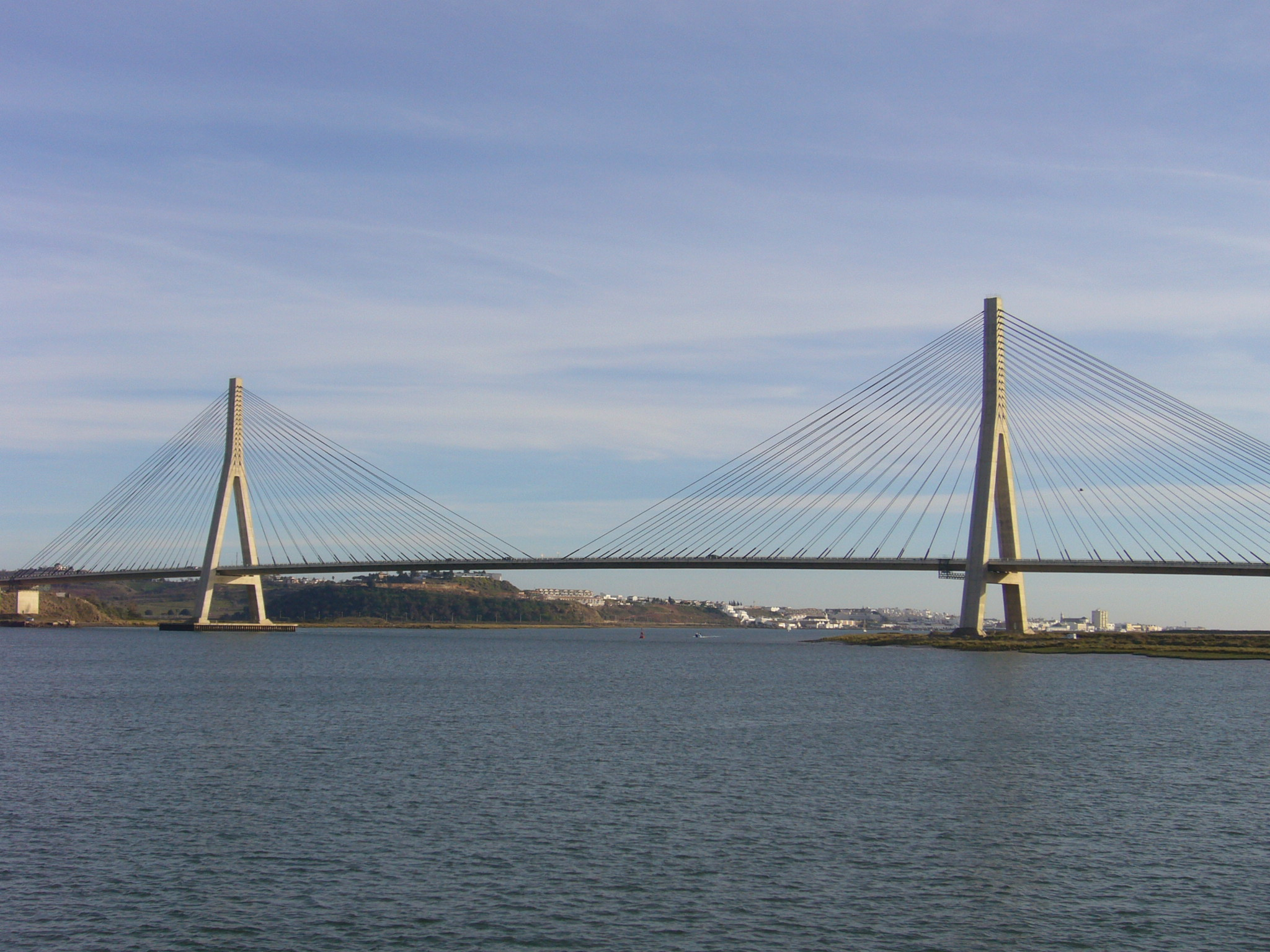
Il ponte internazionale della Guadiana sulla A22 tra Spagna e Portogallo

L'Algarve è attraversata da due autostrade: la prima, la A22, è lunga 133 km, transita a sud della regione e collega la città di Bensafrim (Lagos) ad Ayamonte, in Spagna. Altri centri urbani di una certa importanza attraversati sono le città di Lagos, Portimão, Albufeira, Loulé, Faro, Olhão, Tavira e la città di confine di Vila Real de Santo António; inoltre, l'autostrada fornisce l'accesso all'aeroporto di Faro. La seconda autostrada, la A2, attraversa il centro della regione. Essa consente di raggiungere la capitale portoghese passando per le città algarvi di Albufeira (Portimão), Salir (Silves) e São Bartolomeu de Messines (Silves).
La regione vanta anche importanti strade secondarie come l'itinerario complementare numero 4 (Itinerários Complementares de Portugal), il quale collega Lagos a Vila Real de Santo António seguendo parte del percorso che forma la sopraccitata A22. Un'altra tratta, il cosiddetto itinerário principal, collega il nord del Portogallo (Valença) con il confine spagnolo a Castro Marim passando per Lisbona.

## Amministrazione

### Organizzazione della regione

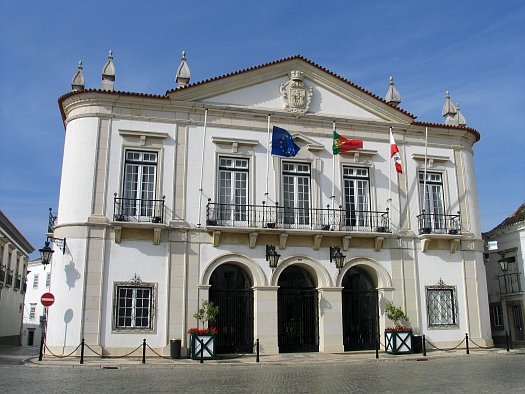
Sede del comune di Faro

L'Algarve è la regione amministrativa più meridionale del Portogallo, è divisa in 16 comuni. Essa si fonde con la vecchia regione storica omonima, con le subregioni statistiche e con la regione statistica equivalente, così come in toto con il distretto di Faro.
Oltre alla giunta regionale, che esercita il potere amministrativo, tra le diverse entità amministrative collocate nella regione si annovera l'Administração Regional de Saúde do Algarve, che dipende dal Ministero della Salute portoghese, la Direção Regional de Cultura do Algarve , ovvero delegazione del Ministero della Cultura, la Direção Regional do Algarve do Ministério da Economia, direzione regionale del Ministero dell'Economia, o la Direção Regional do Ambiente e do Ordenamento do Território do Algarve, direzione regionale dell'ambiente dell'Algarve. La regione è inoltre sede della Direção Regional de Educação do Algarve, direzione regionale dell'Istruzione, della Direção Regional de Agricultura e Pescas do Algarve, direzione dell'agricoltura e della pesca e della Direção Regional de Conservação da Natureza e das Florestas do Algarve, direzione regionale per la conservazione del patrimonio naturale e delle foreste dell'Algarve.
La Commissione di Coordinazione e Sviluppo Regionale (Commissão de Coordenação e Desenvolvimento Regional) è un ente pubblico collegato direttamente all'autorità centrale per tutto ciò che riguarda il Ministero della Agricoltura, mare, ambiente, pianificazione territoriale ed economia. La sua funzione è quella di eseguire politiche statali e aiutare lo sviluppo economico dei comuni e della regione.

### Sanità

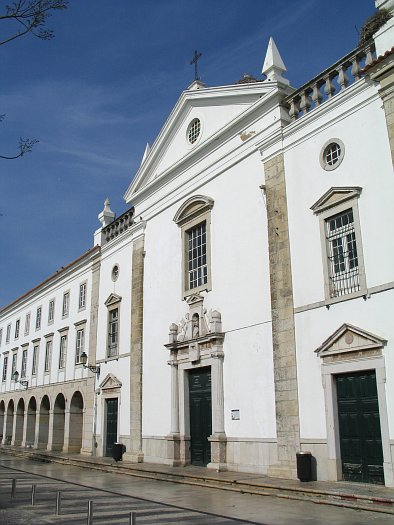
Santa Casa de Misericordia, Faro

Molti ospedali hanno sede nella regione, alcuni dei quali sono particolarmente antichi. L'ospedale di Faro aveva sede nella Chiesa della Misericordia fino a quando, dal 4 dicembre 1979, fu trasferito in un nuovo edificio. L'attuale posizione di questa unità copre una popolazione di 253.000 abitanti. La regione vanta una seconda struttura ospedaliera, il "Centro Hospitalar do Barlavento Algarvio", situato a Portimão.
Nel 2009, la regione aveva 16 centri sanitari, dispiegato uno in ogni comune, così come 68 "estensioni sanitarie" e "unità sanitarie familiari". Ci sono quattro unità di emergenza di base, cioè quella di Lagos, di Albufeira, di Loulé e di Vila Real Santo António. I centri sanitari sono raggruppati in tre entità: ACES Barlavento, ACES Central e ACES Sotavento.
L'Administração Regional de Saúde do Algarve è un ente pubblico, dipendente dal Ministério da Saúde (Ministero della Salute), che mira in particolare a garantire l'efficienza dei servizi sanitari alla popolazione e la promozione della razionalizzazione delle strutture. L'Administração Regional de Saúde do Algarve indica, nel 2010, che i centri sanitari della regione avevano ricevuto 1 268 879 consultazioni, vale a dire l'8,7% in più di quelle segnalate nel 2009.
La pandemia di COVID-19 ha messo sotto sforzo l'intero sistema sanitario regionale, che ha dovuto gestire una situazione particolarmente complessa per gran parte del 2021.

### Rappresentanze estere
Diversi consolati hanno sede nella regione, soprattutto di Paesi facenti parte dell'Unione europea (15). Con riferimento al continente americano, sono presenti 4 consolati per 3 differenti nazioni, mentre per l'Africa vi sono 2 consolati. Oltre all'Unione europea, il continente europeo è rappresentato da edifici gestiti dalla Norvegia, dal Regno Unito e dalla Russia.
Consolati dei paesi europei
- Austria
- Belgio
- Danimarca
- Estonia
- Germania
- Finlandia

- Francia
- Italia
- Malta[198]
- Norvegia
- Paesi Bassi
- Polonia

- Repubblica Ceca
- Romania
- Regno Unito
- Spagna
- Russia
- Svezia

Consolati dei Paesi americani
- Brasile (due consolati)
- Canada
- Messico

Consolati dei Paesi africani
- Capo Verde
- Marocco

## Sport

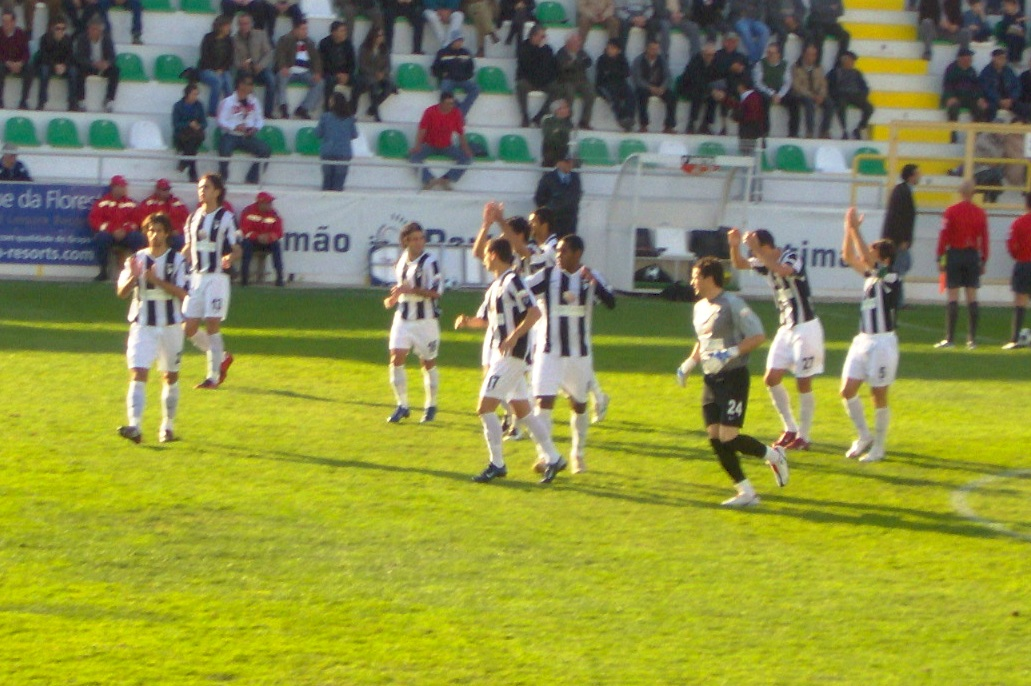
La squadra della Portimonense al termine di una partita nel 2008

Lo sport più praticato nella regione è il calcio. Le squadre professionistiche dell'Algarve con il maggior prestigio sono lo Sporting Clube Farense, lo Sporting Clube Olhanense, il Portimonense Sporting Clube e il Louletano Desportos Clube. Le prime tre squadre menzionate vantano almeno una partecipazione nella massima divisione nazionale. Tra i maggiori risultati raggiunti si segnalano la presenza in finale della Coppa di Portogallo dello SC Olhanense e dello SC Farense e, a livello internazionale, la partecipazione della Portimonense SC e dello SC Farense in Europa League.
Nel 2004, tra i comuni di Faro e Loulé, fu inaugurato lo stadio Algarve, ultimato in occasione di Euro 2004 svoltosi proprio in Portogallo. Esso ospita le partite di casa disputate dallo SC Farense e dal Louletano Desportos Clube. Tra gli altri impianti calcistici di un certo livello si segnalano l'estádio José Arcanjo e lo stadio municipale di Portimão. In quest'ultimo si tengono occasionalmente le partite valevoli per l'assegnazione della Supercoppa portoghese e della Coppa nazionale portoghese. Altri eventi di un certo rilievo sono l'Algarve Summer Festival, il Giro dell'Algarve e il Rally del Portogallo. Con riferimento al settore ciclistico, dal 1960 il giro dell'Algarve (Volta ao Algarve) attira grandi atleti mondiali come Alberto Contador dal 2009 fino al 2011 e Lance Armstrong nel 2004. La squadra di ciclismo di Tavira vinse il Giro del Portogallo nel 2008, 2009 e 2010 con il ciclista David Blanco. La squadra "Louletano Desportos Clube" prevalse nel 1988 con il ciclista britannico Cayn Theakston, mentre l'algarviano José Martins vinse il tour del Portogallo nel 1947 e nel 1948. Con riferimento al rally, le tappe dell'Algarve sono state indicate come le migliori di tutto il WRC.

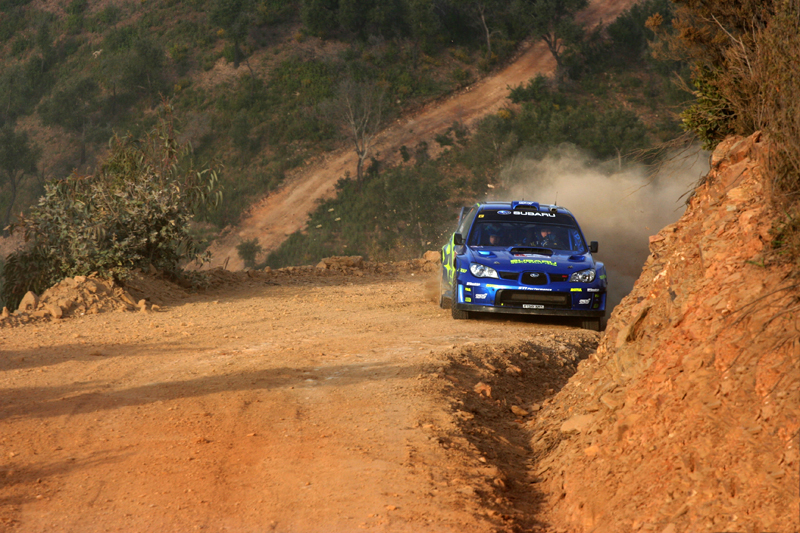
Petter Solberg durante il Rally del Portogallo 2007, disputatosi nell'Algarve

La regione ha un complesso sportivo dedicato agli sport motoristici, l'Autódromo Internacional do Algarve, situato a Portimão. È inoltre presente un circuito da corsa di 4.692 m e un tracciato per go-kart. La gara inaugurale si svolse il 2 novembre 2008 con un evento del campionato mondiale Superbike, ma il circuito nacque con l'obiettivo di ospitare la Formula 1, scopo raggiunto nel 2020, quando si tenne la prima edizione del Gran Premio del Portogallo a Portimão. Una delle sue particolarità riguarda la sinuosità del tracciato e i lievi cambi di quota lungo i 4 653 m. Nel 2009 si svolse la prima gara in notturna nella storia del circuito, in occasione della 1.000 km di Portimão, una prova della European Le Mans Series. Anche il Campionato FIA GT fece tappa in pista nel mese di settembre dello stesso anno.